# Championnat du monde de Formule 1 2017
Navigation
2016 2018
Le championnat du monde de Formule 1 2017 est la 68e édition du championnat du monde de Formule 1. Il débute le 26 mars 2017 avec le Grand Prix d'Australie et s'achève le 26 novembre 2017 à Abou Dabi. Il comporte vingt Grands Prix, un de moins qu'en 2016, le Grand Prix d'Allemagne n'étant pas organisé. 
Ce championnat se caractérise par une évolution importante du règlement technique : les monoplaces bénéficient de châssis, de pneus et d'un aileron avant plus larges par rapport à la décennie précédente, ainsi que d'un aileron arrière abaissé. Ces changements offrent un meilleur appui et donc un gain de vitesse substantiel de l'ordre de 4 secondes au tour par rapport à 2016, faisant des Formule 1 de l'édition 2017 à l'époque les plus performantes de l'histoire de la compétition. 
Autre changement significatif, le championnat 2017 est également marqué par le rachat des droits commerciaux de la Formule 1 par le groupe américain Liberty Media en janvier 2017. Ce rachat a pour conséquence le départ du dirigeant historique de la Formule 1 Bernie Ecclestone, remercié au profit de Chase Carey qui s'entoure de Sean Bratches comme directeur commercial et Ross Brawn comme directeur technique et sportif. Le vainqueur de l'édition 2016 Nico Rosberg s'étant retiré de la compétition, le championnat 2017 se déroule en l'absence du champion en titre, situation inédite depuis 1994 et la retraite d'Alain Prost. 
Avec son nouveau coéquipier Valtteri Bottas, qui obtient les trois premières victoires de sa carrière, Lewis Hamilton connaît avec Mercedes une première partie de championnat moins dominatrice que les trois saisons précédentes. En effet, jusqu'à la trêve estivale, la Scuderia Ferrari et son pilote quadruple champion du monde Sebastian Vettel leur tiennent la dragée haute : le pilote allemand obtient quatre victoires et ne quitte pas le podium pour compter 14 points d'avance en tête du championnat à l'arrivée du Grand Prix de Hongrie. Mais dès la reprise, à Spa, Hamilton s'envole avec trois victoires consécutives qui lui permettent de prendre la première place du classement pilotes. Par la suite, soit pour des problèmes d'ordre mécanique (une bougie défectueuse provoque son abandon à Suzuka) soit en raison de ses propres erreurs (au départ à Singapour), Vettel perd pied. Lewis Hamilton obtient sa neuvième victoire de l'année à Austin le 22 octobre et n'a plus qu'à prendre deux points à l'arrivée du Grand Prix du Mexique une semaine plus tard pour obtenir son quatrième titre de champion du monde. Outre les neuf victoires d'Hamilton et les cinq de Vettel, les autres succès de la saison sont l'œuvre de Valtteri Bottas (trois victoires) et des pilotes Red Bull, Daniel Ricciardo (à Bakou) et Max Verstappen (à Sepang et à Mexico). Kimi Räikkönen (sept podiums) parvient à devancer Ricciardo lors de la dernière course de la saison pour prendre la quatrième place du championnat mené par Hamilton, Vettel et Bottas.
Derrière les trois « top teams », qui monopolisent tous les podiums sauf un, c'est Force India qui tire son épingle du jeu, avec ses pilotes particulièrement réguliers dans les points, Sergio Pérez et Esteban Ocon. Le débutant Lance Stroll obtient au volant de sa Williams son premier podium à l'arrivée du Grand Prix d’Azerbaïdjan et son coéquipier Felipe Massa termine son 269e et dernier Grand Prix avec le point de la dixième place et un onzième rang au championnat. Quant à Nico Hülkenberg qui permet à Renault de terminer sixième au classement des constructeurs, il devient le nouveau détenteur d'un record particulier : celui du plus grand nombre de courses sans podium, avec 135 départs. Cette saison marque aussi la fin du contrat malheureux signé en 2015 entre McLaren et le motoriste Honda (390 places de pénalité accumulées sur les grilles de départ en 2017), l'écurie britannique aux douze titres pilotes se tournant vers Renault pour 2018. Enfin, la Scuderia Toro Rosso présente la particularité d'avoir changé ses deux pilotes en cours de saison, la commençant avec Daniil Kvyat et Carlos Sainz Jr. pour la finir avec Pierre Gasly et Brendon Hartley. 
Lewis Hamilton rejoint les autres quadruples champions du monde Alain Prost et Sebastian Vettel, en étant sacré après 2008, 2014, et 2015. Il devient le recordman du nombre de pole positions qu'il porte à soixante-douze départs en tête. De plus, avec soixante-deux victoires pour cent-dix-sept podiums, il reste le seul pilote en activité à avoir gagné des courses dans toutes les saisons qu'il a disputées depuis ses débuts en 2007. Il est également le seul à avoir terminé tous les Grands Prix de la saison 2017 dans les points. Mercedes Grand Prix obtient son quatrième titre consécutif au championnat constructeurs dès la dix-septième course de la saison à Austin, et achève le championnat avec une très large avance sur la Scuderia Ferrari : 146 points. Red Bull Racing est la troisième force de la saison, avec 154 points de retard sur Ferrari. Plus loin, Force India fait un solide quatrième. En quatre saisons depuis l'introduction des moteurs V6 turbo hybride à double système de récupération d'énergie en 2014, l'écurie dirigée par Toto Wolff et Niki Lauda totalise quatre titres constructeurs, quatre titres pilotes, 62 victoires et 71 pole positions.

## Repères en début de saison

### Pilotes
- Fernando Alonso en 2005 et 2006, Kimi Räikkönen en 2007, Lewis Hamilton en 2008, 2014 et 2015, et Sebastian Vettel en 2010, 2011, 2012 et 2013 sont les quatre champions du monde en activité. Jenson Button, champion du monde en 2009 est pilote de réserve ;
- Fernando Alonso, avec 273 départs en Grand Prix à l'entame de la saison, est le pilote ayant le plus d'expérience devant Kimi Räikkönen (252 départs), Felipe Massa (250 départs), Lewis Hamilton (188 départs) et Sebastian Vettel (178 départs) ;
- Lewis Hamilton est le pilote engagé en 2017 totalisant le plus de points (2 247 points), devant Sebastian Vettel (2 108 points), Fernando Alonso (1 832 points), Kimi Räikkönen (1 360 points) et Felipe Massa (1 124 points) ;
- Sept des vingt pilotes engagés en 2017 ont déjà remporté au moins un Grand Prix : Lewis Hamilton (53 victoires), Sebastian Vettel (42 victoires), Fernando Alonso (32 victoires), Kimi Räikkönen (20 victoires), Felipe Massa (11 victoires), Daniel Ricciardo (4 victoires) et Max Verstappen (1 victoire). Lewis Hamilton a remporté au moins une victoire sur chacun des circuits au programme en 2017, exception faite de celui de Bakou.

Débuts en tant que pilote titulaire :
- Stoffel Vandoorne (1 GP) devient pilote titulaire chez McLaren Racing et fait équipe avec Fernando Alonso[2] ;
- Lance Stroll, dix-huit ans, est nommé pilote titulaire chez Williams F1 Team aux côtés de Felipe Massa[3].
- Antonio Giovinazzi, troisième pilote Sauber, remplace Pascal Wehrlein blessé pour le Grand Prix d'Australie et celui de Chine.
- Pierre Gasly, troisième pilote Red Bull, remplace Daniil Kvyat puis Carlos Sainz Jr. chez Toro Rosso à partir du Grand Prix de Malaisie[4].
- Brendon Hartley, pilote Porsche en Endurance et vainqueur des 24 Heures du Mans 2017, remplace Pierre Gasly chez Toro Rosso pour le Grand Prix des États-Unis[5] ; il est ensuite confirmé dans l'écurie jusqu'à la fin de saison en remplacement de Daniil Kvyat[6].

Transferts :
- Nico Hülkenberg quitte Force India et signe un contrat de deux ans avec Renault Sport[7].
- Esteban Ocon, qui a débuté en Formule 1 chez Manor Racing lors du Grand Prix de Belgique 2016, rejoint Force India pour faire équipe avec Sergio Pérez[8].
- Kevin Magnussen quitte Renault pour rejoindre Haas F1 Team aux côtés de Romain Grosjean[9] ;
- Pascal Wehrlein rejoint Sauber après avoir disputé sa première saison en F1 chez Manor Racing[10] ;
- Valtteri Bottas quitte Williams F1 Team et rejoint Mercedes Grand Prix pour faire équipe avec Lewis Hamilton[3].

Transferts en cours de saison :
- Carlos Sainz Jr. quitte la Scuderia Toro Rosso et rejoint Renault F1 Team pour disputer les quatre derniers Grands Prix de la saison à la place de Jolyon Palmer[11]

Départs :
- Jenson Button (305 GP entre 2000 et 2016, 15 victoires, 8 pole positions, champion du monde 2009) reste sous contrat mais devient pilote d'essais et ambassadeur de McLaren Racing[2] ; il effectue un bref retour pour le Grand Prix de Monaco[12] ;
- Nico Rosberg (206 GP entre 2006 et 2016, 23 victoires, 30 pole positions, champion du monde 2016) annonce son départ de la Formule 1 seulement cinq jours après avoir gagné le titre mondial et alors qu'il avait précédemment signé un contrat avec son écurie pour les saisons 2017 et 2018[13] ;
- Rio Haryanto (12 GP en 2016) ne trouve pas de volant pour la saison 2017 après le retrait de son partenaire principal Pertamina des négociations[14] ;
- Esteban Gutiérrez (59 GP entre 2013 et 2016), qui a perdu son volant chez Haas F1 Team, annonce en janvier 2017 qu'il se tourne vers la Formule E[15] ;
- Felipe Nasr (39 GP entre 2015 et 2016), qui a perdu son volant chez Sauber, ne trouve pas de volant en Formule 1 pour la saison 2017.

Départ et retour :
- Felipe Massa (250 GP entre 2002 et 2016, 11 victoires, 16 pole positions, vice-champion du monde 2008) annonce en septembre 2016 sa retraite de la Formule 1[16]. il dispute donc ce qui est théoriquement son dernier Grand Prix le 27 novembre 2016 à Abou Dabi. Toutefois, à la suite du retrait de Nico Rosberg et à la volonté exprimée par Mercedes Grand Prix de recruter Valtteri Bottas pour le remplacer, Williams demande à Massa de disputer une saison supplémentaire aux côtés de Lance Stroll. Le 16 janvier 2017, Williams annonce qu'il a accepté son offre, pour un salaire de 6 millions d'euros en partie financé par Mercedes[3],[17].
- Jenson Button (305 GP entre 2000 et 2016, 15 victoires, 8 pole positions, champion du monde 2009) effectue un bref retour au Grand Prix de Monaco, chez McLaren Racing, en remplacement de Fernando Alonso, parti faire les 500 miles d'Indianapolis[12].

Retour :
- Paul di Resta (58 GP entre 2011 et 2013), remplace Felipe Massa, souffrant, pour le Grand Prix de Hongrie, avec Williams F1 Team[18].

Débuts en tant que pilote-essayeur de :
- Antonio Giovinazzi chez Scuderia Ferrari, Haas F1 Team et Sauber ;
- Sean Gelael chez Scuderia Toro Rosso[19] ;
- Tatiana Calderón chez Sauber ;
- Oliver Rowland chez Renault[20] ;
- Arjun Maini chez Haas F1 Team ;
- Gustav Malja chez Sauber[21] ;
- Luca Ghiotto chez Williams F1 Team ;
- Lando Norris chez McLaren Racing ;
- George Russell chez Mercedes Grand Prix et Force India[22] ;
- Nikita Mazepin chez Force India [23].

### Écuries
- La Scuderia Toro Rosso, motorisée par Ferrari en 2016, est équipée du moteur Renault ;
- Williams F1 Team saute un numéro dans la lignée de ses châssis en passant directement de la FW38 à la FW40 pour fêter ainsi ses quarante ans d'existence[24] ;
- Manor Racing est placée en administration judiciaire le 6 janvier 2017 par FRP Advisory, mettant en doute sa participation pour le championnat 2017 et sur la survie de l'équipe[25]. Le 27 janvier, l'écurie est liquidée et doit cesser ses activités. Le plateau 2017 passe donc à dix équipes engagées[26].

### Essais hivernaux
En raison de l'évolution importante du règlement en matière de châssis comme de pneumatiques, le manufacturier Pirelli, qui fournit les pneus des Formule 1, a manifesté son souhait d'organiser les essais hivernaux au Moyen-Orient plutôt qu'à Barcelone en Espagne comme habituellement afin de  s'assurer d'avoir une météo clémente et ainsi d'effectuer les tests dans des conditions optimales. 
Le 23 septembre 2016, les écuries de Formule 1 décident de rester en Europe du Sud pour les tests de pré-saison qui ont eu lieu sur le Circuit de Catalunya, du 27 février au 2 mars 2017 puis du 7 au 10 mars. Le meilleur temps absolu de ces huit journées d'essais a été réalisé par Kimi Räikkönen au volant de sa Ferrari SF70H, en 1 min 18 s 634, soit près de quatre secondes plus rapide que le temps de la pole position de Lewis Hamilton lors du Grand Prix d'Espagne 2016 (1 min 22 s 000).
Après le Grand Prix de Bahreïn disputé le 16 avril, pilotes et écuries restent sur place pour procéder à deux journées d'essais pour le compte Pirelli qui développe ses gommes de la saison 2018.

### Essais en cours de saison
En janvier, la FIA annonce la tenue d'essais privés pour toutes les équipes sur le circuit international de Sakhir après le Grand Prix de Bahreïn, sur le Hungaroring après le Grand Prix de Hongrie, et sur le circuit Yas Marina après le Grand Prix d'Abou Dabi.

## Réglementation
Le 1er juillet 2015, le Groupe Stratégique de la F1 a annoncé un nombre important de modifications du règlement pour le championnat 2017 avec notamment pour objectif de rendre la discipline plus attrayante.

### Règlement technique: les nouveautés
Les évolutions techniques du règlement, axées sur le renforcement du spectacle, doivent rendre les monoplaces plus rapides et visuellement plus agressives :
- Unité de puissance : Le système de jetons qui limitait le nombre d'évolutions pouvant être apportées à l'unité de puissance au cours de la saison est abandonné. Les motoristes sont libres d'introduire autant de nouveautés qu'ils le souhaitent aux différents composants de leur unité de puissance dans la limite du règlement tout au long du championnat[33]. Cette décision est motivée par la volonté de réduire les écarts de performance entre les motoristes. Par ailleurs, les quatre motoristes actuellement en compétition ont pour obligation de mettre leur moteur à disposition de toute écurie n'ayant pas conclu d'accord avec un motoriste pour la saison 2017. Enfin, diverses mesures du nouveau règlement ont pour objectif de réduire le coût des moteurs pour les équipes clientes d'environ un million d’euros par saison par rapport à 2016 (trois en 2018)[34] ;
- Carburant : la quantité maximum de carburant embarqué passe de 100 à 105 kg pour compenser les changements de poids et de dimension des monoplaces[35].
- Pneumatiques : la largeur des pneumatiques avant est de 305 mm contre 245 mm en 2016, celle des pneumatiques arrière de 405 mm contre 325 mm actuellement[36]. La réglementation pneumatique (cinq trains de pneus en tout, trois par épreuve) doit être reconduite la saison prochaine ;
- Ailerons : la largeur de l'aileron avant passe de 1 650 mm à 1 800 mm, soit un élargissement de 15 cm. l'aileron arrière est plus large de 200 mm (950 mm au total) et abaissé de 15 cm pour arriver à une hauteur de 800 mm[36] ;
- Châssis : La largeur minimale du châssis des monoplaces passe de 1 300 mm à 1 400 mm. La largeur maximale est de 1 600 mm contre 1 400 mm ;
- Poids : Le poids minimum des F1 passe à 728 kg, soit une augmentation de 26 kg[36] ;
- Halo : Les écuries ont voté en juillet 2016 contre le projet d'introduction d'un système de protection fixe autour de la partie ouverte du cockpit en 2017. Cet élément a pour but de réduire le risque de chocs au niveau de la tête des pilotes, en particulier après l'accident qui a coûté la vie à Jules Bianchi au Grand Prix du Japon 2014. Il sera possiblement introduit au plus tôt pour la saison 2018.

## Pilotes et monoplaces
| Écuries                          | Constructeurs | Châssis                       | Moteurs                           | Pneus | no | Pilotes            | Pilotes d'essais, de réserve ou de développement                                     |
| -------------------------------- | ------------- | ----------------------------- | --------------------------------- | ----- | -- | ------------------ | ------------------------------------------------------------------------------------ |
| Mercedes AMG Petronas Motorsport | Mercedes-Benz | Mercedes AMG F1 W08 EQ Power+ | Mercedes M08 EQ Power +           | P     | 44 | Lewis Hamilton     | Pascal Wehrlein Esteban Ocon George Russell                                          |
| Mercedes AMG Petronas Motorsport | Mercedes-Benz | Mercedes AMG F1 W08 EQ Power+ | Mercedes M08 EQ Power +           | P     | 77 | Valtteri Bottas    | Pascal Wehrlein Esteban Ocon George Russell                                          |
| Red Bull Racing                  | Red Bull      | Red Bull RB13                 | TAG Heuer (Renault) R.E.17        | P     | 3  | Daniel Ricciardo   | Carlos Sainz Jr. Pierre Gasly Sébastien Buemi                                        |
| Red Bull Racing                  | Red Bull      | Red Bull RB13                 | TAG Heuer (Renault) R.E.17        | P     | 33 | Max Verstappen     | Carlos Sainz Jr. Pierre Gasly Sébastien Buemi                                        |
| Scuderia Ferrari                 | Ferrari       | Ferrari SF70H                 | Ferrari Tipo 062                  | P     | 5  | Sebastian Vettel   | Antonio Giovinazzi Charles Leclerc                                                   |
| Scuderia Ferrari                 | Ferrari       | Ferrari SF70H                 | Ferrari Tipo 062                  | P     | 7  | Kimi Räikkönen     | Antonio Giovinazzi Charles Leclerc                                                   |
| Sahara Force India F1 Team       | Force India   | Force India VJM10             | Mercedes M08 EQ Power +           | P     | 11 | Sergio Pérez       | Alfonso Celis Jr. Nikita Mazepin Lucas Auer George Russell                           |
| Sahara Force India F1 Team       | Force India   | Force India VJM10             | Mercedes M08 EQ Power +           | P     | 31 | Esteban Ocon       | Alfonso Celis Jr. Nikita Mazepin Lucas Auer George Russell                           |
| Williams Martini Racing          | Williams      | Williams FW40                 | Mercedes M08 EQ Power +           | P     | 18 | Lance Stroll       | Paul di Resta Gary Paffett Luca Ghiotto                                              |
| Williams Martini Racing          | Williams      | Williams FW40                 | Mercedes M08 EQ Power +           | P     | 19 | Felipe Massa       | Paul di Resta Gary Paffett Luca Ghiotto                                              |
| Williams Martini Racing          | Williams      | Williams FW40                 | Mercedes M08 EQ Power +           | P     | 40 | Paul di Resta      | Paul di Resta Gary Paffett Luca Ghiotto                                              |
| McLaren Honda Formula 1 Team     | McLaren       | McLaren MCL32                 | Honda RA617H                      | P     | 2  | Stoffel Vandoorne  | Jenson Button Oliver Turvey Lando Norris                                             |
| McLaren Honda Formula 1 Team     | McLaren       | McLaren MCL32                 | Honda RA617H                      | P     | 14 | Fernando Alonso    | Jenson Button Oliver Turvey Lando Norris                                             |
| McLaren Honda Formula 1 Team     | McLaren       | McLaren MCL32                 | Honda RA617H                      | P     | 22 | Jenson Button      | Jenson Button Oliver Turvey Lando Norris                                             |
| Scuderia Toro Rosso              | Toro Rosso    | Toro Rosso STR12              | Renault R.E.17                    | P     | 26 | Daniil Kvyat       | Pierre Gasly Sean Gelael                                                             |
| Scuderia Toro Rosso              | Toro Rosso    | Toro Rosso STR12              | Renault R.E.17                    | P     | 55 | Carlos Sainz Jr.   | Pierre Gasly Sean Gelael                                                             |
| Scuderia Toro Rosso              | Toro Rosso    | Toro Rosso STR12              | Renault R.E.17                    | P     | 10 | Pierre Gasly       | Pierre Gasly Sean Gelael                                                             |
| Scuderia Toro Rosso              | Toro Rosso    | Toro Rosso STR12              | Renault R.E.17                    | P     | 28 | Brendon Hartley    | Pierre Gasly Sean Gelael                                                             |
| Haas F1 Team                     | Haas          | Haas VF-17                    | Ferrari Tipo 062                  | P     | 8  | Romain Grosjean    | Santino Ferrucci Arjun Maini Antonio Giovinazzi                                      |
| Haas F1 Team                     | Haas          | Haas VF-17                    | Ferrari Tipo 062                  | P     | 20 | Kevin Magnussen    | Santino Ferrucci Arjun Maini Antonio Giovinazzi                                      |
| Renault Sport Formula One Team   | Renault       | Renault R.S.17                | Renault R.E.17                    | P     | 27 | Nico Hülkenberg    | Sergey Sirotkin Oliver Rowland Robert Kubica Nicholas Latifi                         |
| Renault Sport Formula One Team   | Renault       | Renault R.S.17                | Renault R.E.17                    | P     | 30 | Jolyon Palmer      | Sergey Sirotkin Oliver Rowland Robert Kubica Nicholas Latifi                         |
| Renault Sport Formula One Team   | Renault       | Renault R.S.17                | Renault R.E.17                    | P     | 55 | Carlos Sainz Jr.   | Sergey Sirotkin Oliver Rowland Robert Kubica Nicholas Latifi                         |
| Sauber F1 Team                   | Sauber        | Sauber C36                    | Ferrari (spécif. 2016) Tipo 059/5 | P     | 9  | Marcus Ericsson    | Antonio Giovinazzi Tatiana Calderón Gustav Malja Nobuharu Matsushita Charles Leclerc |
| Sauber F1 Team                   | Sauber        | Sauber C36                    | Ferrari (spécif. 2016) Tipo 059/5 | P     | 36 | Antonio Giovinazzi | Antonio Giovinazzi Tatiana Calderón Gustav Malja Nobuharu Matsushita Charles Leclerc |
| Sauber F1 Team                   | Sauber        | Sauber C36                    | Ferrari (spécif. 2016) Tipo 059/5 | P     | 94 | Pascal Wehrlein    | Antonio Giovinazzi Tatiana Calderón Gustav Malja Nobuharu Matsushita Charles Leclerc |

- À la suite de ses difficultés financières, l'écurie Manor Racing est liquidée le 27 janvier 2017 et ne prend pas part au championnat. Le plateau 2017 comporte donc 10 équipes[26].

## Grands Prix de la saison 2017

En vert, les pays accueillant un Grand Prix en 2017.

Le 30 novembre 2016, le Conseil mondial de la Fédération internationale de l'automobile réuni à Vienne officialise définitivement une saison comprenant vingt Grands Prix, sur les mêmes circuits qu'en 2016, avec une course en moins ; le  Grand Prix d'Allemagne, faute d'accord trouvé entre la FOM de Bernie Ecclestone et le circuit d'Hockenheim n'est pas reconduit. 
Les autres différences notables par rapport à la saison précédente sont l'inversion des Grand Prix de Chine (placé en deuxième épreuve le 2 avril) et de Bahreïn (troisième course le 16 avril), le déplacement du 18 juin au 25 juin du Grand Prix d'Azerbaïdjan (anciennement Grand Prix d’Europe) sur le Circuit urbain de Bakou pour éviter la concurrence avec les 24 Heures du Mans et l'avancée d'une semaine également du Grand Prix de Grande-Bretagne, le 16 juillet. 
Parmi ces vingt Grands Prix, huit se suivent d'une semaine à l'autre. La trêve estivale a lieu entre le 30 juillet (Grand Prix de Hongrie) et le 27 août (Grand Prix de Belgique). Le Grand Prix du Brésil reste sujet à confirmation.
| no  | Date         | Grand Prix                    | Lieu              | Vainqueur        | Écurie             | Pole position    | Record du tour   | Pilote du jour   | Résumé |
| --- | ------------ | ----------------------------- | ----------------- | ---------------- | ------------------ | ---------------- | ---------------- | ---------------- | ------ |
| 957 | 26 mars      | Grand Prix d'Australie        | Melbourne         | Sebastian Vettel | Ferrari            | Lewis Hamilton   | Kimi Raïkkönen   | Sebastian Vettel | Résumé |
| 958 | 9 avril      | Grand Prix de Chine           | Shanghai          | Lewis Hamilton   | Mercedes           | Lewis Hamilton   | Lewis Hamilton   | Max Verstappen   | Résumé |
| 959 | 16 avril     | Grand Prix de Bahreïn         | Sakhir            | Sebastian Vettel | Ferrari            | Valtteri Bottas  | Lewis Hamilton   | Sebastian Vettel | Résumé |
| 960 | 30 avril     | Grand Prix de Russie          | Sotchi            | Valtteri Bottas  | Mercedes           | Sebastian Vettel | Kimi Räikkönen   | Valtteri Bottas  | Résumé |
| 961 | 14 mai       | Grand Prix d'Espagne          | Barcelone         | Lewis Hamilton   | Mercedes           | Lewis Hamilton   | Lewis Hamilton   | Sebastian Vettel | Résumé |
| 962 | 28 mai       | Grand Prix de Monaco          | Monaco            | Sebastian Vettel | Ferrari            | Kimi Räikkönen   | Sergio Pérez     | Sebastian Vettel | Résumé |
| 963 | 11 juin      | Grand Prix du Canada          | Montréal          | Lewis Hamilton   | Mercedes           | Lewis Hamilton   | Lewis Hamilton   | Sebastian Vettel | Résumé |
| 964 | 25 juin      | Grand Prix d'Azerbaïdjan      | Bakou             | Daniel Ricciardo | Red Bull-TAG Heuer | Lewis Hamilton   | Sebastian Vettel | Lance Stroll     | Résumé |
| 965 | 9 juillet    | Grand Prix d'Autriche         | Spielberg         | Valtteri Bottas  | Mercedes           | Valtteri Bottas  | Lewis Hamilton   | Valtteri Bottas  | Résumé |
| 966 | 16 juillet   | Grand Prix de Grande-Bretagne | Silverstone       | Lewis Hamilton   | Mercedes           | Lewis Hamilton   | Lewis Hamilton   | Daniel Ricciardo | Résumé |
| 967 | 30 juillet   | Grand Prix de Hongrie         | Budapest          | Sebastian Vettel | Ferrari            | Sebastian Vettel | Fernando Alonso  | Kimi Räikkönen   | Résumé |
| 968 | 27 août      | Grand Prix de Belgique        | Spa-Francorchamps | Lewis Hamilton   | Mercedes           | Lewis Hamilton   | Sebastian Vettel | Lewis Hamilton   | Résumé |
| 969 | 3 septembre  | Grand Prix d'Italie           | Monza             | Lewis Hamilton   | Mercedes           | Lewis Hamilton   | Daniel Ricciardo | Daniel Ricciardo | Résumé |
| 970 | 17 septembre | Grand Prix de Singapour       | Singapour         | Lewis Hamilton   | Mercedes           | Sebastian Vettel | Lewis Hamilton   | Lewis Hamilton   | Résumé |
| 971 | 1er octobre  | Grand Prix de Malaisie        | Sepang            | Max Verstappen   | Red Bull-Tag Heuer | Lewis Hamilton   | Sebastian Vettel | Sebastian Vettel | Résumé |
| 972 | 8 octobre    | Grand Prix du Japon           | Suzuka            | Lewis Hamilton   | Mercedes           | Lewis Hamilton   | Valtteri Bottas  | Max Verstappen   | Résumé |
| 973 | 22 octobre   | Grand Prix des États-Unis     | Austin            | Lewis Hamilton   | Mercedes           | Lewis Hamilton   | Sebastian Vettel | Max Verstappen   | Résumé |
| 974 | 29 octobre   | Grand Prix du Mexique         | Mexico            | Max Verstappen   | Red Bull-Tag Heuer | Sebastian Vettel | Sebastian Vettel | Sebastian Vettel | Résumé |
| 975 | 12 novembre  | Grand Prix du Brésil          | São Paulo         | Sebastian Vettel | Ferrari            | Valtteri Bottas  | Max Verstappen   | Lewis Hamilton   | Résumé |
| 976 | 26 novembre  | Grand Prix d'Abou Dabi        | Yas Marina        | Valtteri Bottas  | Mercedes           | Valtteri Bottas  | Valtteri Bottas  | Valtteri Bottas  | Résumé |

## Déroulement de la saison et faits marquants du championnat

### Grand Prix d'Australie

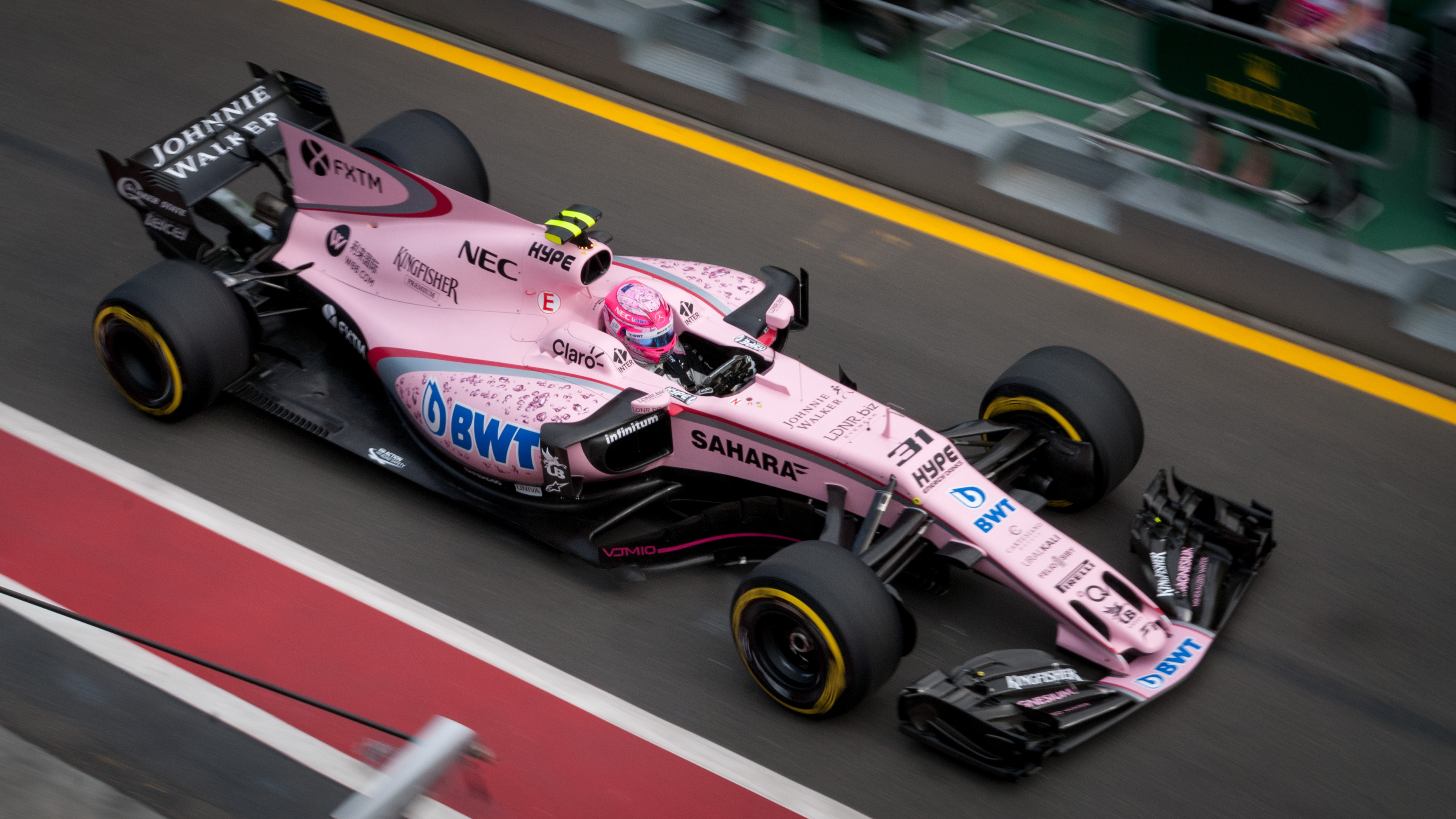
Esteban Ocon au Grand Prix d'Australie 2017.

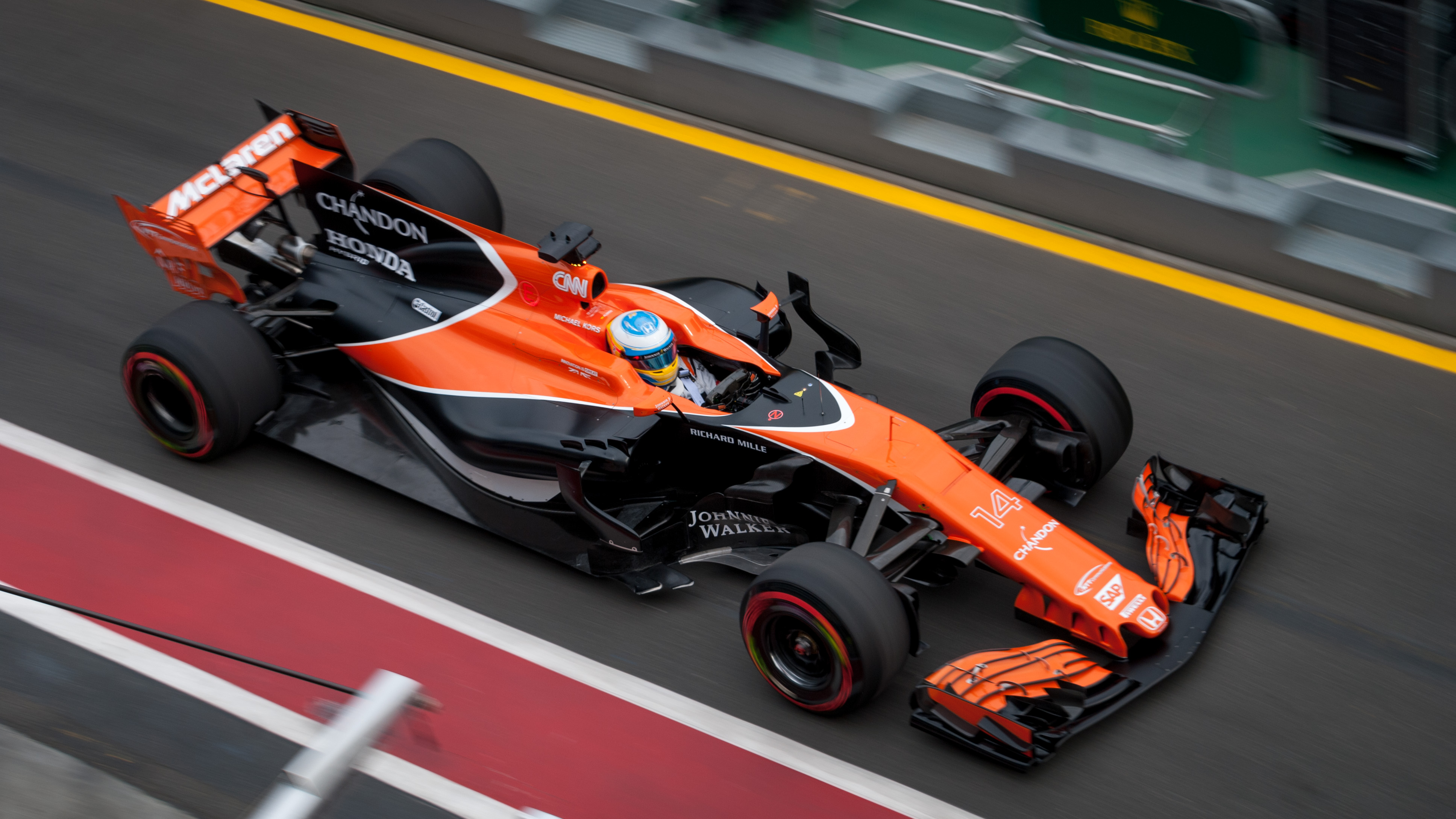
Fernando Alonso au Grand Prix d'Australie 2017.

Le Grand Prix d'ouverture marque l'apparition de monoplaces reconfigurées à la suite d'importants changements de la réglementation concernant la taille et la masse des châssis, les ailerons des monoplaces, les pneus (plus larges à l'avant et à l'arrière), le tout générant plus d'appui avec pour objectif de les rendre « plus agressives » et plus rapides.
Depuis 2014 et l'avènement des moteurs V6 turbocompressés hybrides, Lewis Hamilton n'a jamais laissé un seul concurrent lui ravir la pole position sur le circuit de l'Albert Park ; il place sa Mercedes en haut de la grille de départ pour la quatrième fois consécutive dans ce Grand Prix d'ouverture, et réalise la soixante-deuxième pole position de sa carrière. Il améliore le temps de sa pole position de 2016 de plus d'une seconde et huit dixièmes. Sebastian Vettel, en réalisant au volant de sa Ferrari SF70H, le deuxième temps, à 268 millièmes de seconde d'Hamilton, prive Valtteri Bottas d'un départ en première ligne pour ses débuts au volant d'une Flèche d'Argent ; il s'élance néanmoins en deuxième ligne, aux côtés de Kimi Räikkönen, l'autre pilote Ferrari. Max Verstappen devance Romain Grosjean sur la troisième ligne devant Felipe Massa, septième pour son « retour » après une retraite avortée. Le « régional de l'étape » Daniel Ricciardo, victime d'une sortie de piste dans la troisième phase des qualifications, est contraint de s'élancer en dixième position, en cinquième ligne. 
Sebastian Vettel offre sa 225e victoire à Ferrari et s'adjuge son quarante-troisième succès personnel, au terme de 57 tours de course sur les 58 prévus, une première procédure de départ ayant été annulée. Le pilote et son écurie n'avaient plus fêté la victoire depuis le Grand Prix de Singapour 2015. Pour s'imposer au volant de sa Ferrari SF70H, le quadruple champion du monde allemand reste tout d'abord très proche de Lewis Hamilton, qui a réussi son départ en tête, durant les dix-sept premiers tours. Lorsque sa Mercedes perd de l'adhérence, Hamilton doit s'arrêter au stand pour changer de pneus et ressort dans le trafic, bloqué par Max Verstappen qu'il ne parvient pas à doubler. Vettel procède à son arrêt à la fin de sa 23e boucle et reprend la piste devant eux pour filer vers la victoire sans être inquiété ; Il s'installe définitivement en tête au 25e tour, après les arrêts de Bottas et de Räikkönen, éphémères leaders, tandis qu'Hamilton récupère la deuxième place après celui de Verstappen, mais il ne parvient pas par la suite à revenir sur Vettel. Valtteri Bottas, en terminant troisième, monte sur son dixième podium, son premier pour Mercedes et, comme sur la grille de départ, devance Kimi Räikkönen. Max Verstappen cinquième et Felipe Massa sixième sont les derniers pilotes à franchir la ligne d'arrivée dans le même tour que le vainqueur. Les deux Force India et les deux Scuderia Toro Rosso prennent les points restants : Sergio Pérez septième devant Carlos Sainz Jr., Daniil Kvyat et Esteban Ocon qui marque le premier point de sa carrière. 
Treize voitures sont à l'arrivée, avec notamment l'abandon de Daniel Ricciardo, bloqué sur le 6e rapport dans le tour de formation, parti des stands à deux tours du peloton, et définitivement lâché par la mécanique après 25 tours, et celui de Romain Grosjean, moteur en fumée au bout de 13 boucles alors qu'il occupait le septième rang. 
Le premier classement du championnat du monde est celui de la course. Sebastian Vettel prend les commandes avec 25 points, devant Lewis Hamilton (18 points) et Valtteri Bottas (15 points). Chez les constructeurs, Ferrari totalise 37 points pour devancer Mercedes (33 points), Red Bull (10 points), Williams (8 points), Force India (7 points) et Toro Rosso (6 points). Les autres écuries n'ont pas marqué.

### Grand Prix de Chine

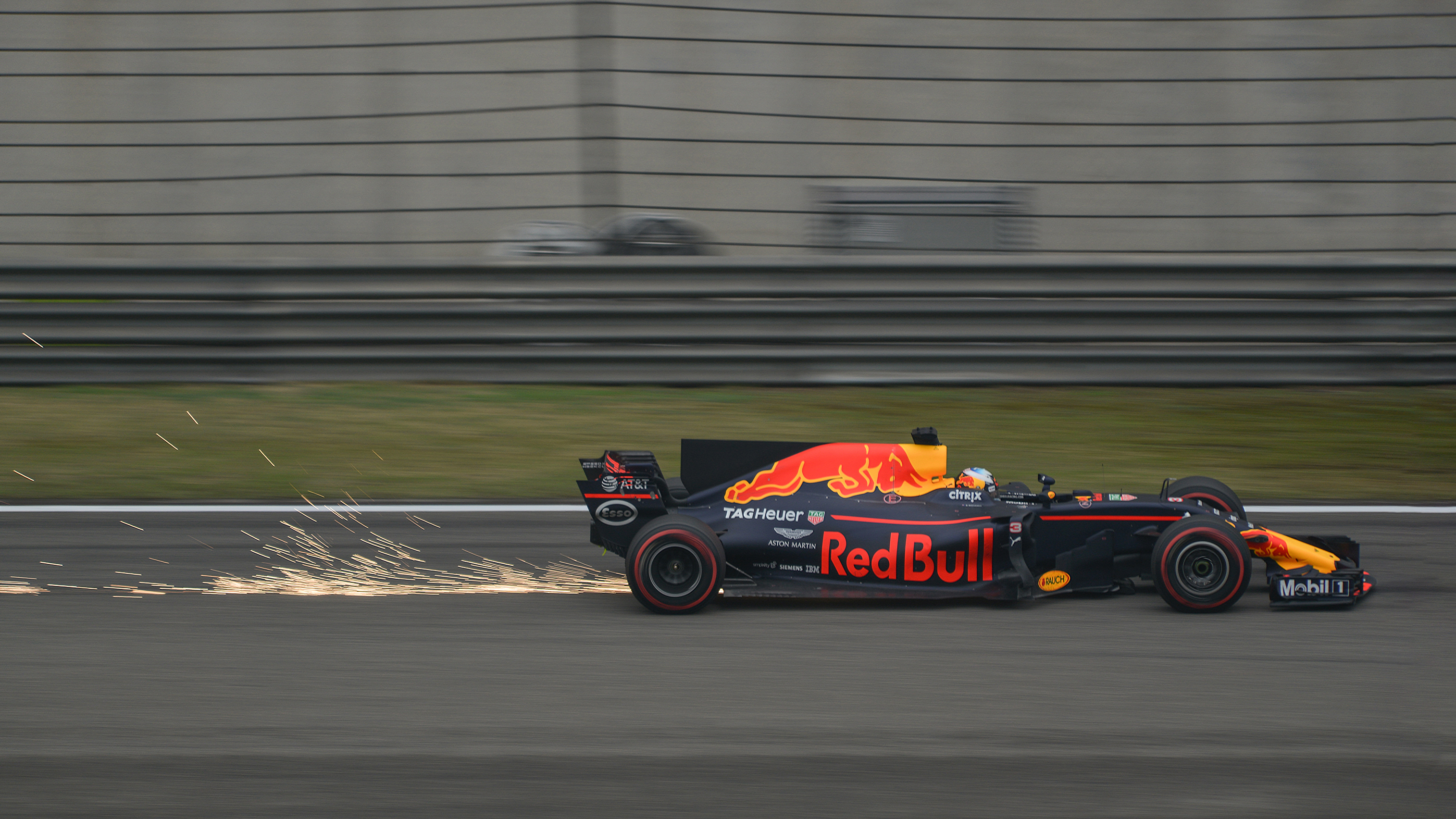
Daniel Ricciardo au Grand Prix de Chine 2017.

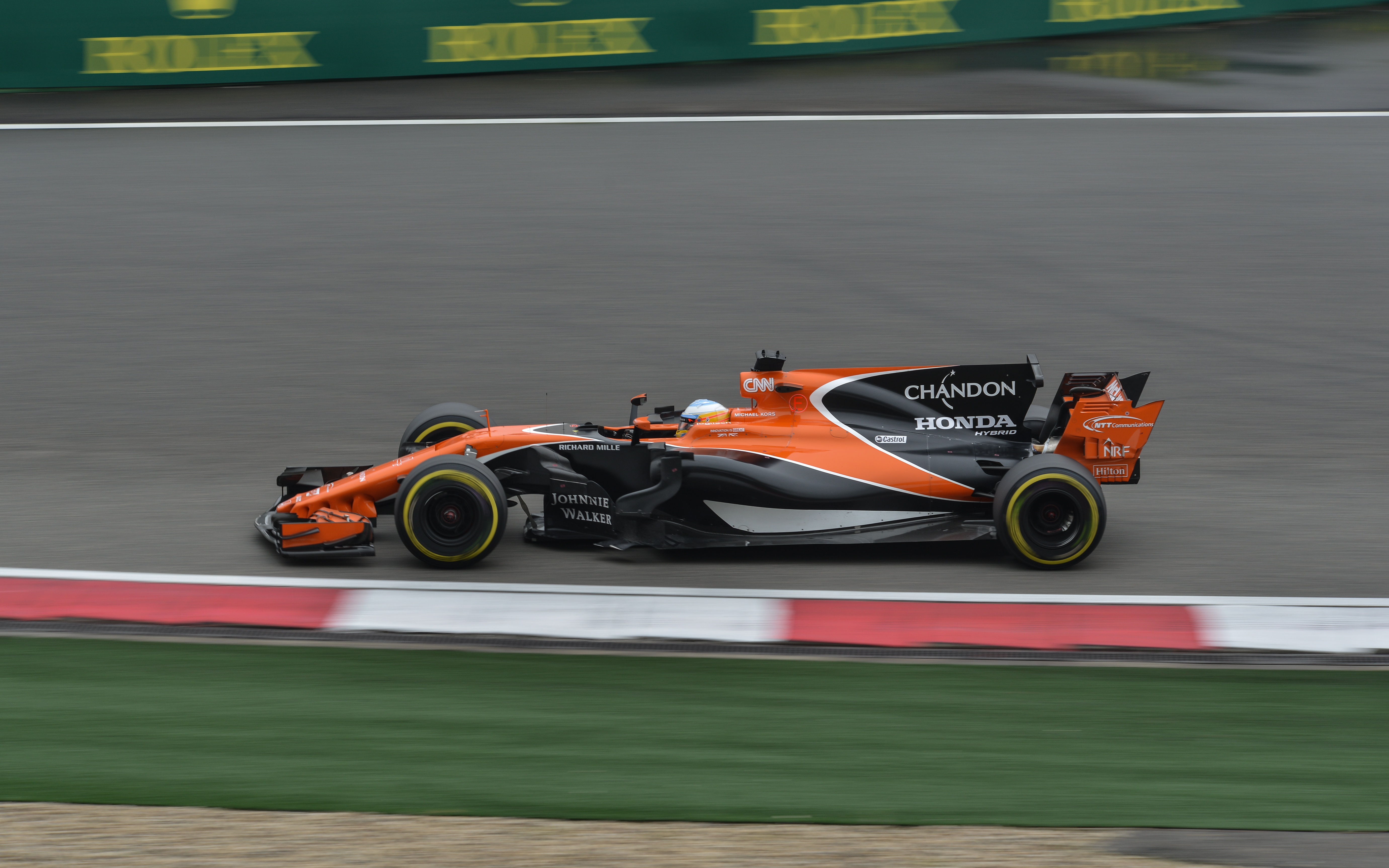
Fernando Alonso au Grand Prix de Chine 2017.

Lewis Hamilton réalise sa sixième pole position consécutive, sa cinquième sur le circuit de Shanghai, et la 63e de sa carrière, à deux départs en tête d'Ayrton Senna et à cinq du record de Michael Schumacher. Il bat le record de la piste que le septuple champion du monde allemand avait établi en 2004. Les écarts entre Mercedes et Ferrari se resserrent et les deux premières lignes sont identiques à celles du Grand Prix d'ouverture, à Melbourne. Sebastian Vettel se hisse à la deuxième place sur la grille à 186 millièmes de seconde d'Hamilton et ne devance Valtteri Bottas que d'un millième de seconde (soit 5,9 cm) ; Kimi Räikkönen l'accompagne en deuxième ligne. La troisième ligne est composée de Daniel Ricciardo et Felipe Massa alors que Nico Hülkenberg, septième, obtient le meilleur résultat en qualifications de Renault depuis son retour en tant que constructeur.
En tête du départ à l'arrivée pour la dixième fois de sa carrière, auteur du meilleur tour dans sa quarante-quatrième boucle, Lewis Hamilton réalise son troisième Grand Chelem, sa cinquante-quatrième victoire en Formule 1 et sa cinquième au Grand Prix de Chine depuis 2008. La course, démarrée sur une piste mouillée, ponctuée par une sortie de la  voiture de sécurité après un accident en pleine ligne droite du pilote-remplaçant Sauber Antonio Giovinazzi dès le quatrième tour, a surtout vu Max Verstappen réussir une remarquable remontée, de la seizième place sur la grille jusqu'à la troisième marche du podium, en commençant par déborder neuf voitures dans le premier tour de la course. Alors qu'Hamilton n'a jamais été inquiété, les Ferrari et les Red Bull Racing se sont battues tout du long pour les meilleurs places. Ainsi, Sebastian Vettel, rejeté en cinquième position après un arrêt anticipé et une stratégie compromise par la sortie de la voiture de sécurité, effectue les dépassements nécessaires pour terminer deuxième, à six secondes du vainqueur, tandis que Daniel Ricciardo se classe quatrième devant Kimi Räikkönen. Parti en tête-à-queue au septième tour, Valtteri Bottas, le coéquipier d'Hamilton, finit sixième. Carlos Sainz Jr., seul pilote à s'élancer en pneus lisses au départ (et perdant immédiatement sept places dans ce pari risqué), conduit sa Toro Rosso à la septième place finale tandis que Kevin Magnussen marque ses premiers points pour Haas F1 Team en passant la ligne d'arrivée huitième. Les deux Force India ferment la marche dans les points, Sergio Pérez devant Esteban Ocon, dixième, comme deux semaines plus tôt en Australie.  
Avec une victoire et une deuxième place chacun, Sebastian Vettel mène le championnat, à égalité de points avec Lewis Hamilton (43 points) ; ils devancent Max Verstappen (25 points), Valtteri Bottas (23 points), Kimi Räikkönen (22 points) et Daniel Ricciardo (12 points). Mercedes, avec 66 points, prend le commandement du championnat devant Ferrari (65 points) et Red Bull Racing (37 points) ; suivent Scuderia Toro Rosso (12 points), Force India (10 points), Williams (8 points) et Haas (4 points).

### Grand Prix de Bahreïn
Pour son 80e départ en Formule 1, son troisième au sein de Mercedes Grand Prix, Valtteri Bottas réalise la première pole position de sa carrière. Lors de sa dernière tentative, dans la troisième phase des qualifications, et grâce notamment à un premier secteur de circuit particulièrement bien négocié, il devance son coéquipier Lewis Hamilton de 23 millièmes de seconde. Sebastian Vettel se place en deuxième ligne, à presque une demi-seconde de la Flèche d'Argent de tête, aux côtés de Daniel Ricciardo, quatrième ; leurs coéquipiers Kimi Räikkönen et Max Verstappen occupent la troisième ligne. Comme une semaine plus tôt, en Chine, Nico Hülkenberg est septième au volant de la Renault R.S.17 ; pour la première fois de la saison, les deux Renault atteignent la Q3, Jolyon Palmer se qualifiant dixième derrière Felipe Massa et Romain Grosjean.
Grâce à une stratégie optimale, un excellent rythme et un coup de chance, Sebastian Vettel remporte sa deuxième victoire en trois Grands Prix cette saison, la quarante-quatrième de sa carrière et le 226e succès de la Scuderia Ferrari. L'Allemand devance Lewis Hamilton dès le premier virage et prend le sillage de Valtteri Bottas durant les onze premiers tours. Il rentre le premier au stand pour chausser des pneus super tendres, en ressort douzième et entame alors sa remontée quand, au 13e tour, Lance Stroll est percuté par Carlos Sainz Jr., ce qui provoque la sortie de la voiture de sécurité. Alors que tous les pilotes passent par les stands, Vettel, qui l'a déjà fait, se retrouve en tête, et résiste à une attaque de Bottas à la relance. Bénéficiant ensuite du bon rythme de course de sa SF70H, il ne laisse les commandes qu'à Hamilton à l'occasion de son second arrêt. Ce dernier doit observer une pénalité de cinq secondes au stand au 41e tour, pour avoir ralenti Daniel Ricciardo à l'entrée de la voie des stands lors de la vague d'arrêts. Il revient en fin de course sur le leader en établissant le meilleur tour au 46e passage et termine finalement deuxième, à 6 secondes. En retrait par rapport à son coéquipier qu'il doit laisser passer à deux reprises durant l'épreuve, Bottas finit troisième, juste devant Kimi Räikkönen. Ricciardo, devancé au départ par son coéquipier Max Verstappen (qui abandonne sur problème de freins au onzième tour), passe la ligne d'arrivée en cinquième position, devant Felipe Massa, Sergio Pérez, remonté de la dix-huitième place sur la grille, et Romain Grosjean qui marque ses premiers points de la saison, comme Nico Hülkenberg, neuvième. Esteban Ocon prend le point de la dixième place pour la troisième fois de suite. Les dix premiers finissent dans le même tour que le vainqueur. 
Avec 68 points, Vettel mène le championnat devant Hamilton (61 points) ; suivent Bottas (38 points), Räikkönen (34 points), Verstappen (25 points) et Ricciardo (22 points). Ferrari, avec 102 points, reprend la tête du championnat, devant Mercedes (99 points) et Red Bull Racing (47 points) ; suivent Force India (17 points), Williams (16 points), Scuderia Toro Rosso (12 points), Haas (8 points) et Renault (2 points).

### Grand Prix de Russie

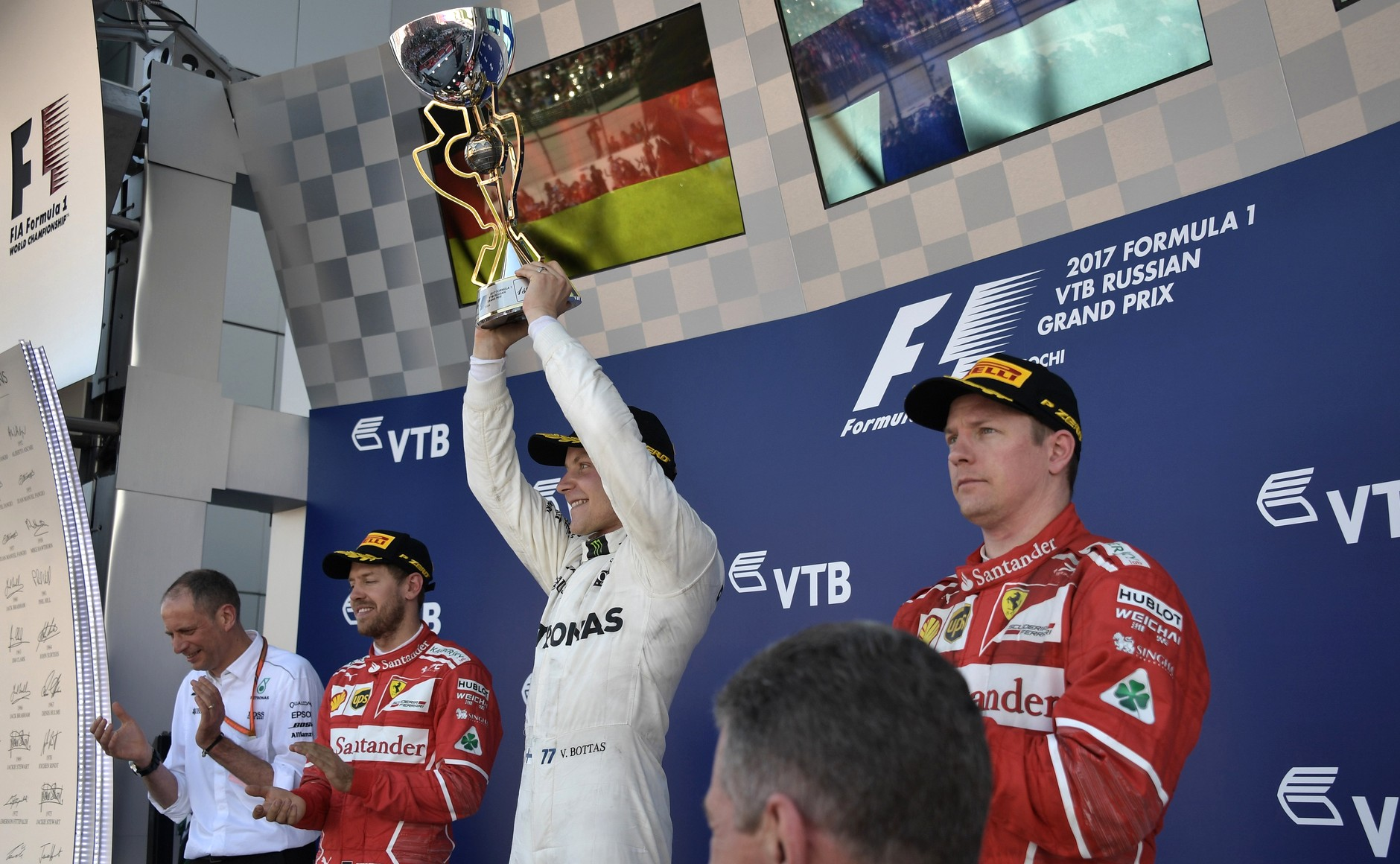
Le podium du Grand Prix.

Dominatrices dans les trois séances d'essais libres, les Ferrari occupent la première ligne de la grille de départ pour la première fois depuis le Grand Prix de France 2008. Sebastian Vettel réalise la quarante-septième pole position de sa carrière, sa première depuis le Grand Prix de Singapour 2015, en devançant son coéquipier Kimi Räikkönen. Mercedes, qui n'avait plus été battu en qualifications depuis dix-huit Grands Prix — et avait au moins placé une Flèche d'Argent en première ligne lors des trente dernières courses — occupe la deuxième ligne. Valtteri Bottas, le plus rapide en Q1 et en Q2, devance Lewis Hamilton ; tous deux sont dans la même seconde que Vettel. Les écarts sont plus importants derrière où Daniel Ricciardo et Felipe Massa occupent la troisième ligne alors que Max Verstappen, septième, s'élance aux côtés de Nico Hülkenberg. 
Dans un Grand Prix avare en dépassements, Valtteri Bottas prend une option sur la victoire dès les premiers hectomètres, en bondissant derrière Sebastian Vettel à l'extinction des feux, puis en le dépassant dans la ligne droite menant au deuxième virage. Au bout des cinquante-deux tours de la course, il obtient la première victoire de sa carrière pour son 81e départ en Formule 1 et son quatrième Grand Prix au sein de l'équipe Mercedes Grand Prix. Il est le cinquième Finlandais et le 107e vainqueur dans la discipline. Roulant dans la première partie de la course sur un rythme supérieur à celui de ses rivaux, il laisse temporairement les commandes à Vettel après son unique arrêt au stand au 26e tour puis reprend la tête quand le pilote Ferrari change de pneus à son tour. Dans les trois derniers tours Vettel, revenu à moins d'une seconde de Bottas, peut utiliser son aileron arrière mobile mais ne se retrouve jamais en position de le dépasser et termine deuxième, à 617 millièmes de seconde. Auteur du meilleur tour en course dans la 49e boucle, Kimi Raïkkönen complète le podium alors que Lewis Hamilton, en déficit de performance durant tout le weekend, franchit la ligne d'arrivée au quatrième rang, à trente-six secondes de son coéquipier. Max Verstappen gagne deux places au départ et roule en cinquième position jusqu'à la fin ; il devance les Force India de Sergio Pérez et Esteban Ocon qui finissent dans les points pour la quatrième fois en quatre épreuves depuis le début de saison. Nico Hülkenberg amène sa Renault en huitième position tandis que Felipe Massa, neuvième, et Carlos Sainz Jr., dixième, prennent les points restants, à un tour du vainqueur. 
Avec 86 points, Vettel augmente son avance en tête du championnat pilotes sur Hamilton (73 points) ; suivent Bottas (63 points), Räikkönen (49 points), Verstappen (35 points) et Ricciardo (22 points). Mercedes reprend la tête du classement constructeurs avec 136 points, devant Ferrari (135 points) et Red Bull Racing (57 points) ; suivent Force India (31 points), Williams (18 points), Scuderia Toro Rosso (13 points), Haas (8 points) et Renault (6 points).

### Grand Prix d'Espagne
Pour 51 millièmes de secondes et au prix d'un troisième secteur de circuit particulièrement bien négocié, Lewis Hamilton devance Sebastian Vettel sur la première ligne de la grille de départ. Le triple champion du monde britannique réalise la soixante-quatrième pole position de sa carrière (à un départ en tête du total atteint par Ayrton Senna), sa troisième de la saison. Valtteri Bottas, en deuxième ligne sur l'autre Flèche d'Argent, précède la seconde Ferrari de Kimi Räikkönen. La hiérarchie établie lors des trois séances d'essais libres est confirmée en qualifications puisque les deux Red Bull Racing de Max Verstappen et  Daniel Ricciardo occupent la troisième ligne. Pour la première fois de la saison, Fernando Alonso atteint la troisième phase des qualifications. Il égale sa meilleure place sur une grille de départ au volant d'une McLaren-Honda, en réalisant le septième temps qui lui permet de partager la quatrième ligne avec Sergio Pérez.  
Tout au long des soixante-six tours de la course, Lewis Hamilton et Sebastian Vettel se livrent un combat intense pour la victoire et laissent leurs rivaux loin derrière : Daniel Ricciardo termine troisième à plus d'une minute, tous les autres étant repoussés à au moins un tour. À l'arrivée, avec trois secondes d'avance sur le pilote Ferrari, Hamilton remporte la cinquante-cinquième victoire de sa carrière, sa deuxième cette saison, et réalise son douzième hat-trick en Formule 1 grâce à son meilleur tour en course à deux tours de la fin. À l'extinction des feux, Vettel prend le meilleur départ et boucle les treize premiers tours en tête. Les stratégies s'affinent, Vettel perd du temps derrière Valtteri Bottas (qui abandonne plus tard sur casse moteur) après son premier arrêt, reprend les commandes quand Hamilton stoppe à son tour. Tout se joue ensuite sur le timing des deuxièmes arrêts au stand, et sur le choix de pneus (Vettel en médium, Hamilton en tendres). Après son second arrêt, Vettel ressort des stands roue dans roue avec Hamilton et lui résiste au premier freinage, puis durant quelques tours, mais il finit par céder le commandement au Britannique qui file vers la victoire après un dépassement imparable en bout de ligne droite facilité par l'aileron arrière mobile, dans la 44e boucle. « Je n'avais aucune chance. J'ai vu passer un train ! » observe Vettel à la radio. Derrière, Ricciardo obtient son premier podium de la saison et les deux Force India progressent, l'équipe étant la seule à avoir amené ses deux monoplaces dans les points dans les cinq premières courses de la saison ; Sergio Pérez termine quatrième devant Esteban Ocon. Nico Hülkenberg se classe sixième devant Carlos Sainz Jr. alors que Pascal Wehrlein, malgré une pénalité de 5 secondes, obtient les quatre premiers points de Sauber cette saison. Daniil Kvyat et Romain Grosjean prennent les points restants. La course de Kimi Räikkönen et de Max Verstappen s'est arrêtée dès le premier virage après un accrochage.
À l'issue de la course, les responsables de Force India se voient reprocher de ne pas avoir rendu assez visibles les numéros des pilotes sur les monoplaces. L'équipe est condamnée à une amende de 25 000 € assortie d'un sursis de 12 mois, sans remise en cause du classement final de l'épreuve.
Vettel mène toujours le championnat (104 points) devant Hamilton (98 points) ; suivent Bottas (resté à 63 points), Räikkönen (resté à 49 points), Ricciardo (49 points) et Verstappen (resté à 35 points). Mercedes garde la tête du championnat avec 161 points, devant Ferrari (153 points) et Red Bull Racing (72 points) ; suivent Force India (53 points), Scuderia Toro Rosso (21 points) qui passe Williams resté à 18 points, Renault (14 points) qui passe Haas (9 points) et Sauber qui marque ses 4 premiers points.

### Grand Prix de Monaco

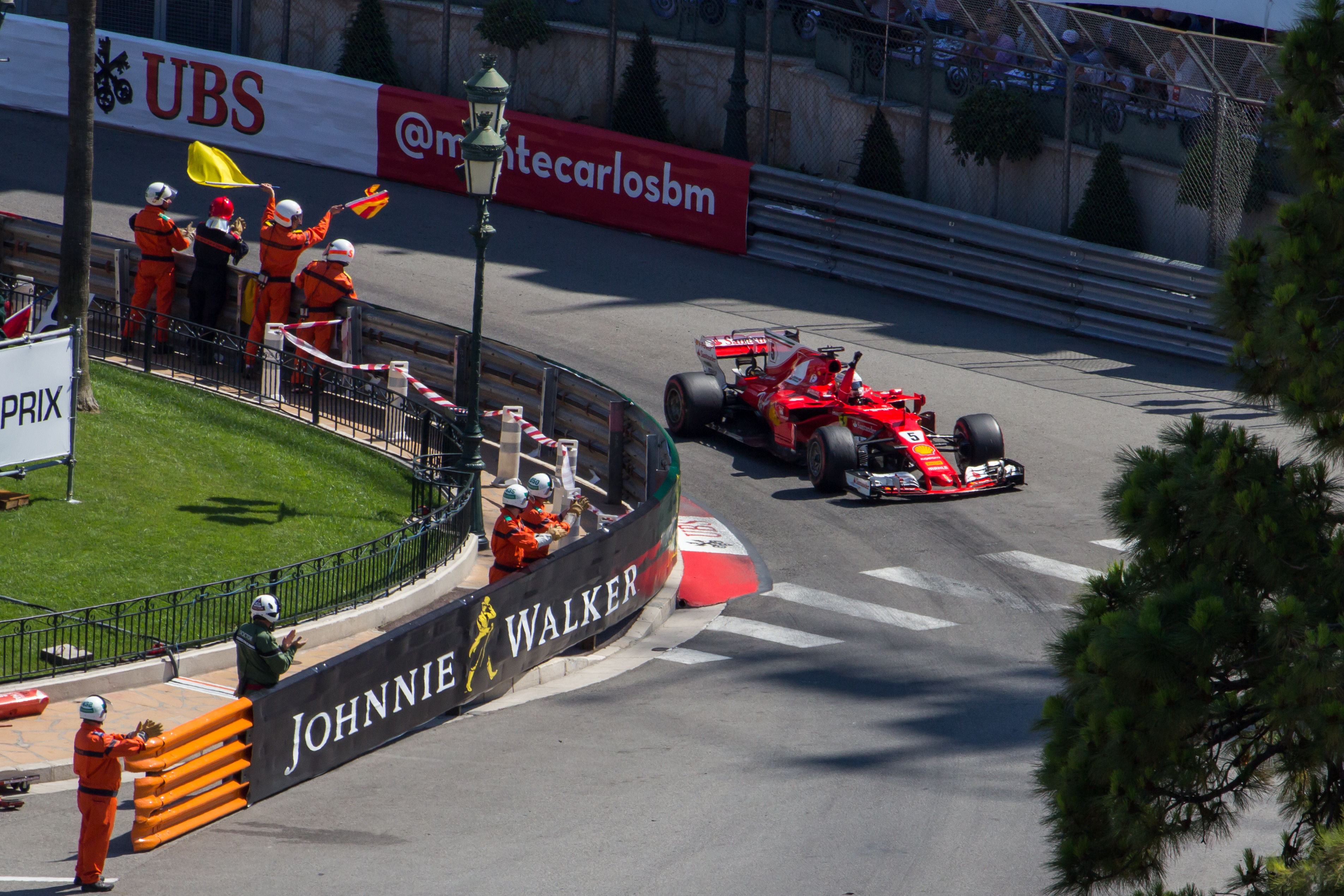
Sebastian Vettel au Grand Prix de Monaco.

Très à l'aise au volant de sa Ferrari SF70H sur le circuit urbain temporaire monégasque, Kimi Räikkönen domine la troisième phase des qualifications et, presque neuf ans (et 128 départs) après la précédente réalisée sur Ferrari lors du Grand Prix de France 2008 à Magny-Cours, obtient la dix-septième pole position de sa carrière. En 1 minute 12 secondes et 178 millièmes, il bat également le record du circuit, déjà amélioré par Hamilton puis Vettel lors des essais libres. Son coéquipier Sebastian Vettel le rejoint in extremis sur la première ligne dans un dernier effort : il devance Valtteri Bottas de seulement 2 millièmes de seconde ; le pilote Mercedes est accompagné en deuxième ligne par Max Verstappen. Daniel Ricciardo et Carlos Sainz Jr. occupent la troisième ligne, Sergio Pérez et Romain Grosjean partant de la suivante. Pour son retour en Formule 1, Jenson Button réalise le neuvième temps mais est pénalisé d'un recul de quinze places après le changement du MGU-H et du turbocompresseur de sa McLaren et doit s'élancer de la dernière place. Lewis Hamilton, deuxième du championnat du monde, rencontre des difficultés avec sa Mercedes AMG F1 W08 EQ Power+ et ne parvient pas à accéder à l'ultime phase qualificative ; il prend le départ depuis le treizième rang.
La Scuderia Ferrari, qui n'avait pas gagné à Monaco depuis 2001, obtient le quatre-vingt-deuxième doublé de son histoire, le premier depuis le Grand Prix d'Allemagne 2010. Au terme des soixante-dix-huit tours de course, Sebastian Vettel remporte sa troisième victoire de la saison, la quarante-cinquième de sa carrière et son deuxième succès personnel en Principauté, devant Kimi Räikkönen. En tête durant les trente-cinq premiers tours, Räikkönen est rappelé le premier par son équipe pour changer ses pneumatiques  et ressort dans le trafic, tandis que Vettel enchaîne une série de cinq tours rapides qui lui permettent, à l'issue de son propre arrêt, de reprendre la piste devant son coéquipier. Dès lors, il n'a plus qu'à contrôler la course, ayant toutefois à gérer une relance après la sortie de la voiture de sécurité au soixantième tour à la suite d'un accrochage au virage du Portier entre Jenson Button et Pascal Wehrlein dont la Sauber se retrouve en équilibre sur le flanc contre les barrières de sécurité. Daniel Ricciardo se classe troisième ; il monte sur le podium en gagnant deux places par le jeu des arrêts au stand, observant son arrêt plus tard que Valtteri Bottas et Max Verstappen et ressortant devant ses rivaux. Carlos Sainz Jr. profite de sa sixième place sur la grille pour finir au même rang, devant Lewis Hamilton qui, bien que remonté du treizième rang sur la grille, concède 19 points à Vettel au classement du championnat. Huitième sur la grille, Romain Grosjean l'est également à l'arrivée ; il devance Felipe Massa et Kevin Magnussen : les deux Haas F1 Team sont dans les points pour la première fois depuis les débuts l'écurie. À cause du regroupement général derrière la voiture de sécurité à moins de vingt tours de l'arrivée, les dix premiers terminent en 21 secondes. Le changement de pneus très tardif de Sergio Pérez, dernier des pilotes ayant couvert la distance du Grand Prix, lui permet de réaliser le meilleur tour en course, à deux boucles du terme. 
Vettel accentue son avance au championnat avec 129 points et devance toujours Hamilton (104 points), l'écart correspondant désormais à une victoire ; suivent Bottas (75 points), Räikkönen (67 points), Ricciardo (52 points) et Verstappen (resté à 45 points). Ferrari, avec 196 points, ravit la tête du championnat à Mercedes (179 points) qui devance Red Bull Racing (97 points) ; suivent Force India (resté 53 points), Scuderia Toro Rosso (29 points), Williams (20 points), Renault (14 points), Haas (14 points) et Sauber (4 points).

### Grand Prix du Canada

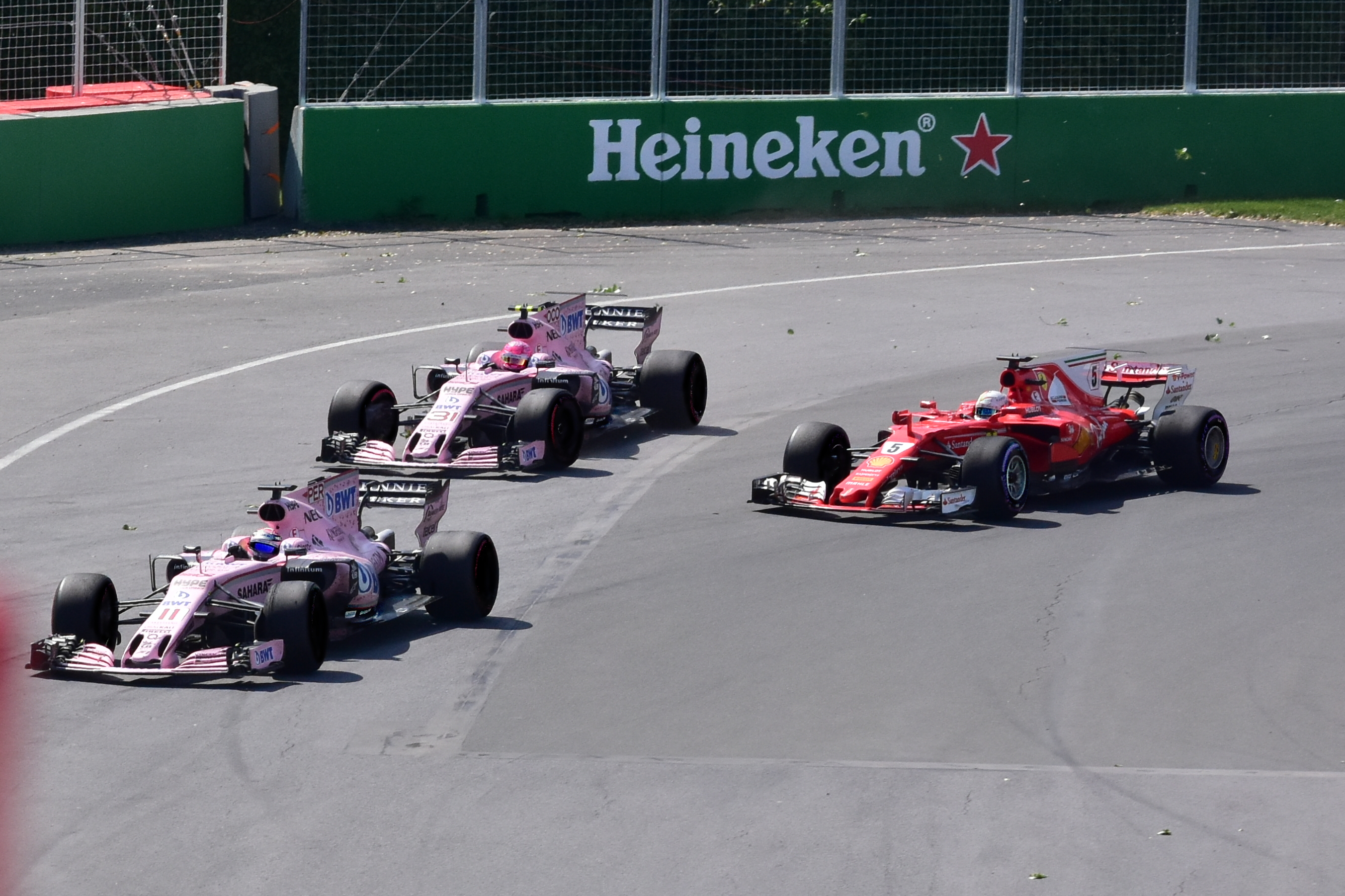
Sebastian Vettel dépasse Esteban Ocon.

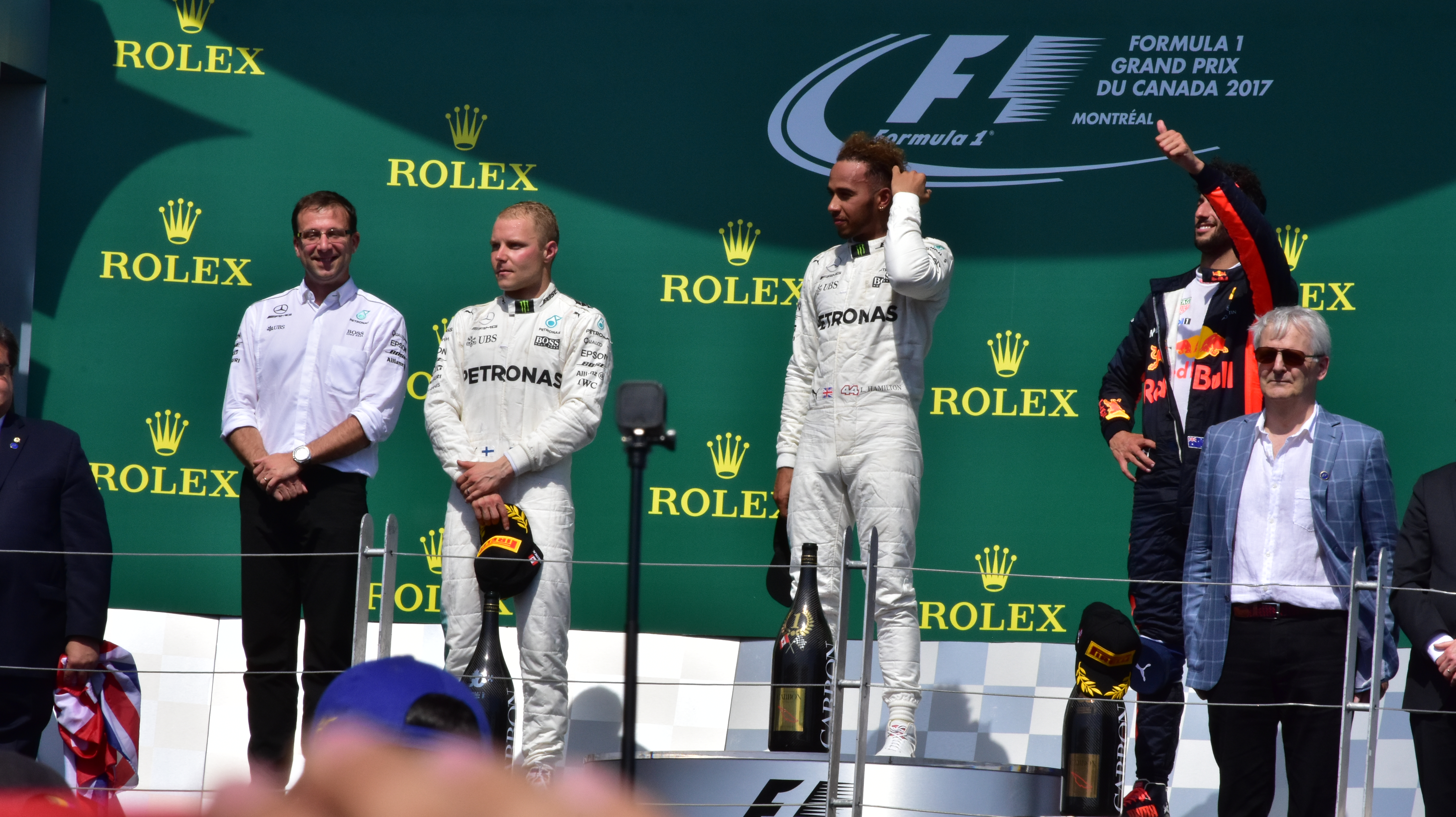
Le podium du Grand Prix.

Lors de la troisième phase des qualifications, Lewis Hamilton et Sebastian Vettel se battent à coups de millièmes de secondes pour la pole position ; le triple champion du monde britannique a le dernier mot à l'issue d'un tour effectué à la limite. Il part en tête pour la quatrième fois cette saison et pour la soixante-cinquième fois de sa carrière, égalant Ayrton Senna, à trois pole positions du record de Michael Schumacher. Vettel est sur la première ligne pour la septième fois en sept épreuves disputées cette année. Leurs coéquipiers chez Mercedes et Ferrari partent en deuxième ligne, Valtteri Bottas devant Kimi Räikkönen, alors que la troisième ligne est occupée par Max Verstappen et Daniel Ricciardo, les deux pilotes Red Bull Racing. 
Dix ans après ses premières pole position et victoire sur le même circuit, Lewis Hamilton réalise le quatrième grand chelem de sa carrière en menant la course de bout en bout sans jamais être inquiété et en réalisant le meilleur tour en course dans sa soixante-quatrième boucle. Il s'impose pour la sixième fois à Montréal, pour la troisième fois de la saison et pour la cinquante-sixième fois de sa carrière. Son coéquipier Valtteri Bottas termine deuxième à près de vingt secondes pour un trente-septième doublé de Mercedes Grand Prix. Auteur d'un mauvais envol et pris dans une bousculade au premier virage, Sebastian Vettel perd deux places d'entrée et un bout d'aileron avant à la suite d'un contact avec Max Verstappen. Le Batave, deuxième durant les dix premiers tours avant un abandon sur panne électrique, laisse dès lors le champ libre à Bottas qui effectue une course solitaire, à distance de son leader. Vettel, contraint de passer au stand pour changer son museau, repart dernier et entame sa remontée. Ses multiples dépassements lui valent de finir quatrième, dans les échappements de Daniel Ricciardo, troisième à 35 secondes du vainqueur, et d'être élu pilote du jour. Sa série de premières et deuxièmes places depuis le début de saison s'arrête toutefois au bord du fleuve Saint-Laurent. Les dernières victimes de Vettel en vue de l'arrivée sont les pilotes Force India, Sergio Pérez et Esteban Ocon qui se classent cinquième et sixième. Affecté par des problèmes de freins, Kimi Räikkönen rétrograde à la septième place et devance Nico Hülkenberg. Lance Stroll, parti dix-septième sur la grille, franchit la ligne d'arrivée au neuvième rang et marque ses premiers points dans la discipline. Romain Grosjean, victime collatérale d'une toupie de Carlos Sainz Jr. qui a ensuite percuté Felipe Massa, provoquant un double abandon et la sortie de la voiture de sécurité dès le premier tour, inscrit le dernier point en jeu.  
Avec 129 points, Lewis Hamilton reprend treize points à Sebastian Vettel, qui conserve la tête du championnat avec 141 points ; suivent Bottas (93 points), Räikkönen (73 points), Ricciardo (67 points) et Verstappen (resté à 45 points). Mercedes, avec 222 points, reprend la tête du championnat à Ferrari (214 points) qui devance Red Bull Racing (112 points) ; suivent Force India (71 points), Scuderia Toro Rosso (29 points), Williams (22 points), Renault (18 points), Haas (15 points) et Sauber (4 points).

### Grand Prix d'Azerbaïdjan

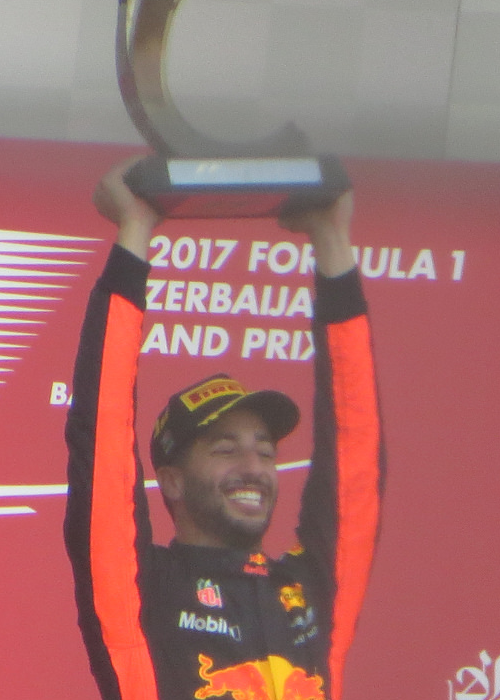
Daniel Ricciardo célébrant sa victoire au Grand Prix d'Azerbaïdjan 2017.

Le samedi, après qu'une interruption de session sur drapeau rouge a stoppé la troisième phase qualificative le temps que la Red Bull RB13 de Daniel Ricciardo, accidentée, soit évacuée de la piste, tout se joue dans les trois dernières minutes. Alors que Valtteri Bottas est à ce point en tête de la séance, Lewis Hamilton, dans un ultime effort qu'il considère comme « sans doute le tour le plus excitant que j'ai effectué depuis le début de l'année » devance son coéquipier de six dixièmes de seconde et réalise sa cinquième pole position de la saison, la soixante-sixième de sa carrière, à désormais deux départs en tête du record de Michael Schumacher. Les deux Ferrari se postent derrière les Flèches d'Argent, Kimi Räikkönen se montrant plus rapide que Sebastian Vettel ; la troisième ligne est occupée par Max Verstappen et Sergio Pérez tandis qu'Esteban Ocon et Lance Stroll, septième et huitième, obtiennent leurs meilleurs résultats en qualifications depuis leurs débuts en s'élançant de la quatrième ligne.
La course est émaillée de nombreux incidents et rebondissements dont trois sorties de la voiture de sécurité, une piste parsemée de débris, sept abandons et une interruption de l'épreuve sur drapeau rouge après vingt-trois tours. Daniel Ricciardo, pourtant dixième sur la grille puis dix-septième après un arrêt anticipé pour débarrasser ses freins de débris, remporte la cinquième victoire de sa carrière, après plus de deux heures de course, et offre à Red Bull Racing sa première victoire de la saison. Il a notamment profité des déconvenues de Lewis Hamilton, obligé de passer au stand pour changer sa protection d'habitacle qui se détachait et de Sebastian Vettel, pénalisé d'un arrêt obligatoire de dix secondes au stand pour avoir percuté la Mercedes d'Hamilton dans un mouvement d'humeur à la seconde relance. Ricciardo construit sa victoire en dépassant trois voitures d'un coup à la troisième relance pour se poster en troisième position derrière les deux premiers du championnat. Valtteri Bottas, pourtant repoussé à un tour de la tête de course après un accrochage avec Kimi Räikkönen au premier tour, remonte peu à peu et dépasse Lance Stroll juste avant l'arrivée pour accrocher la deuxième place. Le novice canadien, passé à travers toutes les péripéties de cette course, monte sur son premier podium, à 18 ans 7 mois et 27 jours et devient ainsi le dauphin de Max Verstappen dans les statistiques. Vettel ressorti juste devant Hamilton après sa pénalité, le contient jusqu'au bout et finit quatrième, augmentant légèrement son avance au championnat. Esteban Ocon, malgré un accrochage avec son coéquipier Sergio Pérez qu'il contraint à l'abandon, termine sixième, comme deux semaines plus tôt au Canada. Il devance Kevin Magnussen qui égale son meilleur résultat chez Haas F1 Team, Carlos Sainz Jr. et Fernando Alonso qui marque les deux premiers points de la saison de McLaren-Honda, Pascal Wehrlein prenant le dernier point. 
Vettel conserve la tête du championnat avec 153 points et devance toujours Hamilton (139 points) ; suivent Bottas (111 points), Ricciardo (92 points) qui dépasse Räikkönen resté à 73 points et Verstappen (resté à 45 points). Mercedes, avec 250 points, conserve la tête du championnat devant Ferrari (226 points) et Red Bull Racing (137 points) ; suivent Force India (79 points), Williams (37 points) qui passe la Scuderia Toro Rosso (33 points), Haas (21 points) qui passe Renault resté à 18 points, Sauber (4 points) et McLaren qui inscrits ses 2 premiers points de la saison. Toutes les écuries inscrites au championnat ont désormais inscrit des points cette saison.

### Grand Prix d'Autriche
Sur ce circuit court et rapide où le temps au tour est le plus faible de la saison, personne ne réussit le tour parfait en qualifications mais, dans la troisième phase, Valtteri Bottas s'en approche le plus et réalise sa deuxième pole position de la saison et de sa carrière en devançant Sebastian Vettel de 42 millièmes de secondes. Lewis Hamilton, auteur du troisième temps, est pénalisé d'un recul de cinq places en raison d'un changement de sa boîte de vitesses ; il laisse la deuxième ligne à Kimi Räikkönen et Daniel Ricciardo. Max Verstappen et Romain Grosjean partent de la troisième ligne. Sergio Pérez est devant Hamilton sur la quatrième ligne. Un drapeau jaune dû à la présence sur la piste de la Haas de Grosjean en panne, fige les positions dans les dernières minutes de la Q3, empêchant les pilotes de se lancer dans leurs deuxièmes tentatives. 
Le dimanche, à l'extinction des feux rouges, Valtteri Bottas réagit si rapidement que les commissaires de course enquêtent sur la possibilité qu'il ait commis un faux départ. Le Finlandais n'est finalement pas sanctionné et s'envole vers la deuxième victoire de sa carrière, se ménageant une avance supérieure à 20 secondes avant son unique arrêt au quarante-et-unième tour. Deuxième sur la grille, Vettel l'est également à l'arrivée en menaçant Bottas dans les derniers tours alors qu'ils sont victimes, depuis leur second relais, de pneumatiques qui cloquent. Le pilote Ferrari qui termine sur un meilleur rythme, franchit la ligne d'arrivée à moins d'une seconde de son rival. Daniel Ricciardo, qui a dépassé Kimi Räikkönen au départ et a résisté au retour de Lewis Hamilton, auteur du meilleur tour dans sa soixante-neuvième boucle, obtient son cinquième podium consécutif. Kimi Räikkönen prend la cinquième place et Romain Grosjean obtient son meilleur résultat de la saison en terminant sixième devant les Force India de Sergio Pérez et Esteban Ocon. Les Williams de Felipe Massa et Lance Stroll revenues du fond de la grille, prennent les derniers points en jeu. Max Verstappen connaît son troisième abandon consécutif : après un problème d'embrayage dès le départ, il peine à s'élancer puis est percuté par la monoplace de Fernando Alonso envoyée en toupie par Daniil Kvyat. 
Vettel, 171 points, porte son avance sur Hamilton à 20 points ; suivent Bottas (136 points), Ricciardo (107 points), Räikkönen (83 points) et Pérez (50 points) qui dépasse Verstappen resté à 45 points. Mercedes, avec 287 points, conserve la tête du championnat devant Ferrari (254 points) et Red Bull Racing (152 points) ; suivent Force India (89 points), Williams (40 points),  la Scuderia Toro Rosso (33 points), Haas (29 points)  Renault (18 points), Sauber (5 points) et McLaren (2 points).

### Grand Prix de Grande-Bretagne

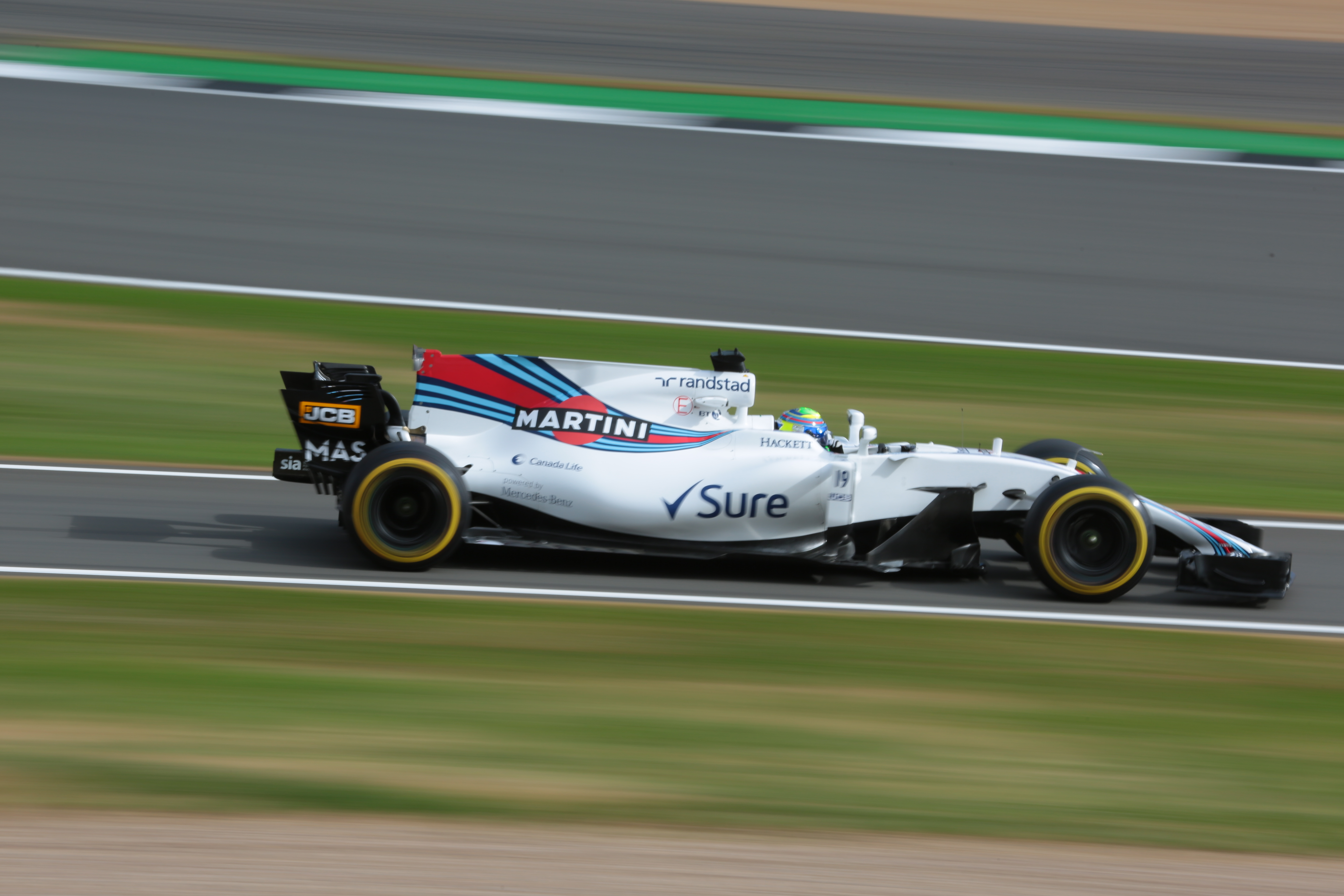
Felipe Massa au Grand Prix de Grande-Bretagne 2017.

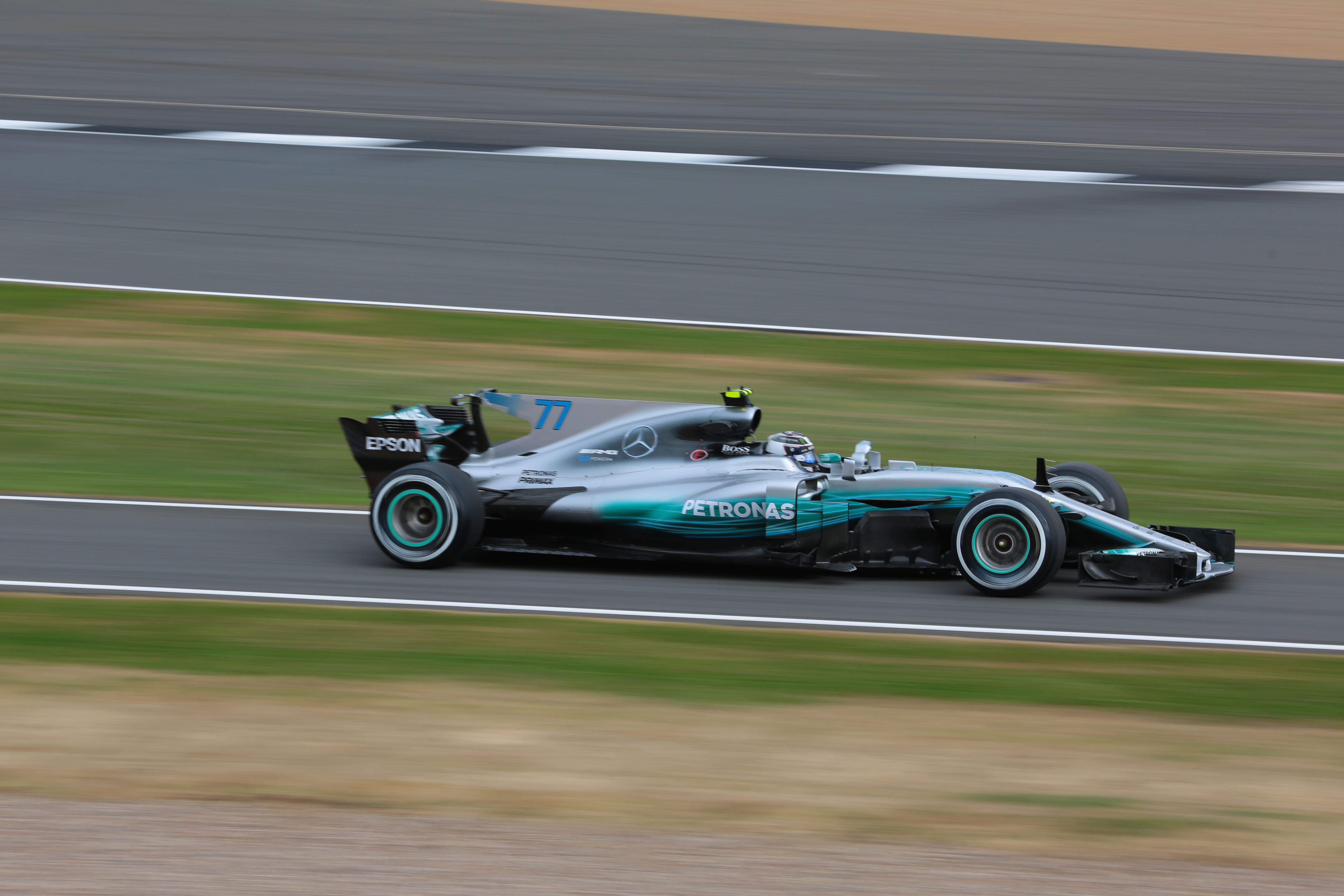
Valtteri Bottas au Grand Prix de Grande-Bretagne 2017.

Lors de son ultime tentative, dans la troisième phase des qualifications, Lewis Hamilton, en abaissant de deux secondes le record de la piste, réalise sa sixième pole position de la saison, sa cinquième à Silverstone et la soixante-septième de sa carrière, à une unité du record de Michael Schumacher. Il devance d'une demi-seconde la Ferrari de Kimi Räikkönen (l'écart de 547 millièmes étant le plus important constaté cette saison), plus rapide que son coéquipier Sebastian Vettel qui part en deuxième ligne avec Max Verstappen ; auteur du quatrième temps, Valtteri Bottas est en effet pénalisé d'un recul de cinq places sur la grille après le changement de la boîte de vitesses de sa Mercedes. La troisième ligne est occupée par Nico Hülkenberg et Sergio Pérez et la quatrième par Esteban Ocon et Stoffel Vandoorne qui obtient son meilleur résultat en qualifications depuis ses débuts.
Lewis Hamilton mène en solitaire l'intégralité de son Grand Prix national et, auteur du meilleur tour dans sa quarante-huitième boucle, réalise le quatorzième hat trick et le cinquième chelem de sa carrière pour sa quatrième victoire de la saison, sa cinquième à Silverstone et la cinquante-septième de sa carrière. Derrière le Britannique, tout se joue dans les deux derniers tours. Au quarante-neuvième passage, Kimi Räikkönen occupe toujours, comme depuis le départ, la deuxième place quand son pneu avant gauche part en lambeaux, le forçant à passer par son stand. Au tour suivant, Sebastian Vettel, dépassé peu avant par Valtteri Bottas remonté de la neuvième place sur la grille, qui occupe dès lors la troisième position, est victime du même mal qui le contraint également à un arrêt au stand. Alors que Räikkönen parvient à finir sur le podium, l'Allemand rétrograde jusqu'au septième rang et fait une mauvaise opération au championnat du monde. Entretemps, Valtteri Bottas, profite des déboires de Raïkkönen pour prendre la deuxième place, à bonne distance de son coéquipier, et assurer le second doublé de la saison pour les Flèches d'Argent. Après trois abandons successifs, Max Verstappen amène sa Red Bull en quatrième position, devant son coéquipier Daniel Ricciardo revenu du dix-neuvième rang sur la grille de départ et élu « Pilote du jour » pour cette performance. Nico Hülkenberg fête les quarante ans des débuts de Renault en Formule 1, lors du XXX British Grand Prix, en se classant sixième. Derrière Vettel, Esteban Ocon et Sergio Pérez terminent huitième et neuvième, à un tour du vainqueur, et Felipe Massa prend le point de la dixième place. 
Vettel conserve la tête du championnat avec 177 points et devance Hamilton d'un seul point (176 points) ; suivent Bottas (154 points), Ricciardo (117 points), Räikkönen (98 points) et Verstappen (57 points) qui passe Pérez (52 points). Mercedes, avec 330 points, conserve la tête du championnat devant Ferrari (275 points) qui devance Red Bull Racing (174 points) ; suivent Force India (95 points), Williams (41 points), Scuderia Toro Rosso (33 points), Haas (29 points), Renault (26 points), Sauber (5 points) et McLaren (2 points).

### Grand Prix de Hongrie
Pour la troisième fois de la saison, après les Grands Prix de Russie et de Monaco, les Ferrari monopolisent la première ligne sur la grille de départ. Sebastian Vettel, dès sa première tentative dans la troisième phase des qualifications, établit le temps de référence en améliorant de plus de trois secondes le record du circuit hongrois. Il réalise la 48e pole position de sa carrière, sa deuxième de la saison tandis que Kimi Räikkönen le suit à 168 millièmes de seconde. Ils devancent les Mercedes de Valtteri Bottas, plus rapide que son coéquipier  Lewis Hamilton, en délicatesse avec l'équilibre de sa monoplace. Les Red Bull suivent sur la troisième ligne, Max Verstappen devant Daniel Ricciardo. Auteur du septième temps, Nico Hülkenberg, pénalisé d'un recul de cinq places, laisse la quatrième ligne aux deux McLaren de Fernando Alonso et Stoffel Vandoorne. Felipe Massa, malade, déclare forfait pour le Grand Prix après les essais libres du samedi ; il est remplacé au volant de la Williams FW40 par Paul di Resta qui, pour son retour dans la discipline après une absence de plus de trois ans, se qualifie en dix-neuvième position. 
La Scuderia Ferrari obtient son deuxième doublé de la saison, le quatre-vingt-troisième de son histoire, au terme des soixante-dix tours de course. Sebastian Vettel remporte sa quatrième victoire de l'année, la quarante-sixième de sa carrière, suivi de près, durant toute l'épreuve, par Kimi Räikkönen. Le pilote allemand, gêné dès les premiers tours passés en tête par une direction faussée, sa voiture tirant à gauche, ce qui le contraint à éviter au maximum les vibreurs, est dès lors moins rapide que son coéquipier. Malgré ses récriminations à la radio, le Finlandais ne reçoit jamais la consigne d'équipe l'autorisant à doubler Vettel. En revanche, chez Mercedes, Valtteri Bottas reçoit l'ordre de laisser passer Lewis Hamilton après quarante-cinq tours pour aller à la chasse des Ferrari ; celui-ci promet de lui rendre sa position s'il ne parvient pas à les dépasser.  Hamilton, bien qu'il se soit ménagé dans les ultimes tours une avance de plus de sept secondes sur son coéquipier, tient parole dans le dernier virage, et offre le podium à Bottas ; il termine quatrième. Max Verstappen, en percutant son coéquipier Daniel Ricciardo au niveau de son radiateur dans le premier tour, le contraint à l'abandon, provoque la sortie de la voiture de sécurité et écope d'une pénalité de dix secondes. Alors qu'il roule devant les Mercedes et mène même l'épreuve durant neuf tours à la faveur des arrêts au stand, il effectue sa pénalité et termine cinquième, sur les talons des Flèches d'Argent. Auteur du meilleur tour en course dans sa soixante-neuvième boucle, Fernando Alonso se classe sixième et dernier pilote dans le même tour que le vainqueur. Il devance Carlos Sainz Jr. et les Force India de Sergio Pérez et Esteban Ocon, Stoffel Vandoorne, sur l'autre McLaren, prenant le point de la dixième place. 
Vettel augmente son avance en tête du championnat avec 202 points et devance Hamilton de 14 points (188 points) avant la trêve estivale ; suivent Bottas (169 points), Ricciardo (117 points), Räikkönen (116 points), Verstappen (67 points) et Pérez (56 points). Mercedes, avec 357 points, conserve la tête du championnat devant Ferrari (318 points) et Red Bull Racing (184 points) ; suivent Force India (101 points), Williams (41 points), Scuderia Toro Rosso (39 points), Haas (29 points), Renault (26 points) et McLaren qui, avec (11 points), dépasse désormais Sauber (5 points).

### Grand Prix de Belgique
Intouchable durant les qualifications, Lewis Hamilton obtient sa septième pole position de la saison en battant le record du circuit de Michael Schumacher, qui datait de 2002 ; ce faisant, il égale le record de soixante-huit pole positions du pilote allemand. Sebastian Vettel parvient in-extremis à se hisser en première ligne, à 242 millièmes de seconde de son rival, en délogeant, sous le drapeau à damiers, Valtteri Bottas qui part en deuxième ligne devant Kimi Räikkönen. Comme souvent cette année, les Red Bull Racing complètent le Top 6 de la grille de départ, Max Verstappen précédant Daniel Ricciardo en troisième ligne. Nico Hülkenberg réalise le septième temps, pour un départ en quatrième ligne aux côtés de Sergio Pérez. 
En tête au premier virage, premier après quarante-quatre tours, Lewis Hamilton remporte, pour son deux-centième départ en Formule 1, la cinquante-huitième victoire de sa carrière, sa cinquième de la saison. Il est suivi de près, durant toute l'épreuve, par Sebastian Vettel qui n'est jamais à plus de deux secondes mais seulement deux fois en mesure de tenter un dépassement : dès le départ, à la sortie du raidillon puis au trente-quatrième tour, au même endroit, lors de la relance de l'épreuve consécutive à une sortie de la voiture de sécurité. Bien qu'en léger déficit de performance dans les lignes droites par rapport à la Mercedes, Vettel réalise néanmoins le meilleur tour en course, à trois boucles de l'arrivée. Hamilton, élu pilote du jour, n'a jamais laissé à son rival l'opportunité de pouvoir utiliser son aileron arrière mobile et refait la moitié de son retard au championnat. Daniel Ricciardo monte sur son sixième podium de la saison en contenant Kimi Räikkönen et en dépassant Valtteri Bottas au moment de la relance après un nouvel accrochage entre les coéquipiers Force India, Esteban Ocon et Sergio Pérez au trentième tour, qui se touchent pour la seconde fois depuis le départ de la course. Si Ocon parvient à prendre les 2 points de la neuvième place, Pérez se retire en fin d'épreuve. Kimi Räikkönen termine quatrième après un stop-and-go de dix secondes pour non-respect des drapeaux jaunes au septième tour, au moment où Max Verstappen gare sa Red Bull RB13 en panne au bord de la piste, subissant son sixième abandon de la saison. Avec des écarts faibles, compte tenu du regroupement général derrière la voiture de sécurité à dix tours de l'arrivée, le pilote de la Ferrari no 7 devance Bottas, Nico Hülkenberg, Romain Grosjean, Felipe Massa, remonté du seizième rang sur la grille, Ocon et Carlos Sainz Jr. qui prend le dernier point en jeu. 
L'avance de Vettel au championnat se réduit de moitié :  avec 220 points, il n'a plus que sept points d'avance sur Hamilton (213 points) ; suivent Bottas (179 points), Ricciardo (132 points), Räikkönen (128 points), Verstappen (67 points) et Pérez (56 points). Mercedes, avec 392 points, conserve la tête du championnat devant Ferrari (348 points) et Red Bull Racing (199 points) ; suivent Force India (103 points), Williams (45 points), Scuderia Toro Rosso (40 points), Haas (35 points), Renault (34 points), McLaren  (11 points) et Sauber (5 points).

### Grand Prix d'Italie

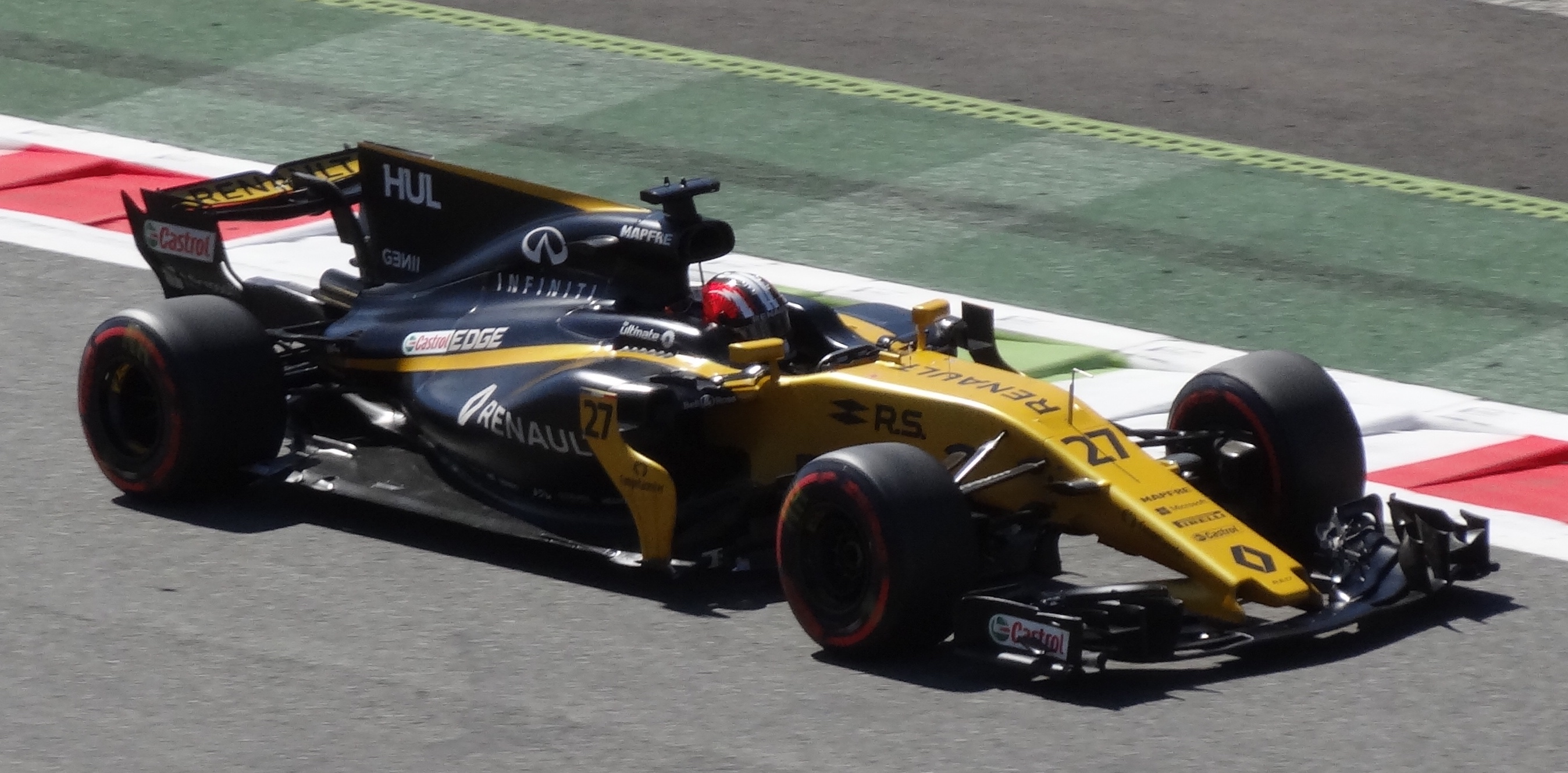
Nico Hülkenberg à Monza en 2017.

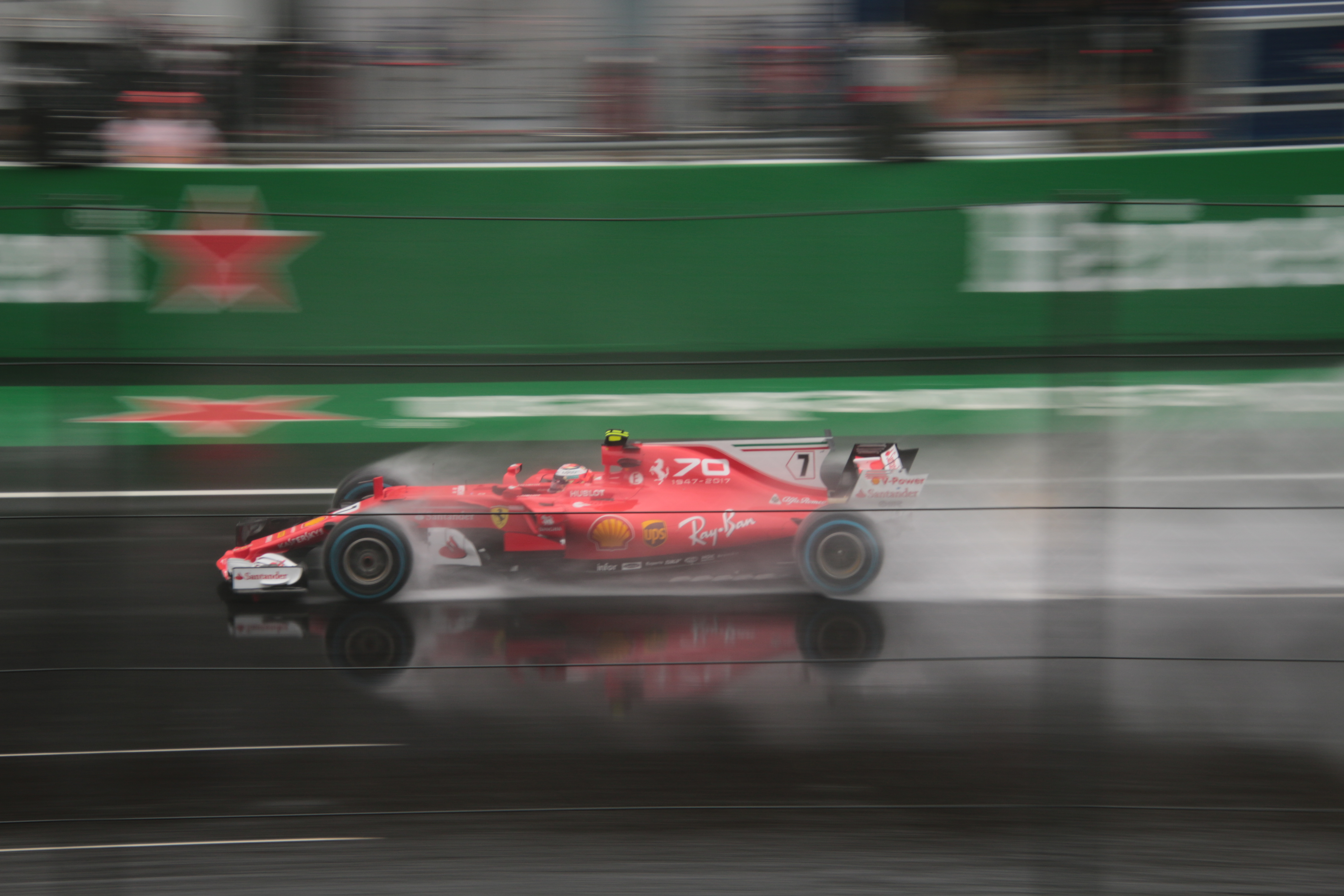
Kimi Räikkönen sous la pluie à Monza en 2017.

En réalisant, sous la pluie de Monza, sa soixante-neuvième pole position (sa huitième de la saison), Lewis Hamilton devient le nouveau recordman de l'exercice en Formule 1, devant Michael Schumacher. La séance de qualification est interrompue sur drapeau rouge en raison d'un accident de Romain Grosjean, parti en aquaplanage en pleine ligne droite après seulement quelques minutes dans la première phase. Reportée de quart d'heure en quart d'heure, la session ne reprend qu'après plus de deux heures et est entièrement dominée par Hamilton. Lors de la troisième phase, alors que la pluie a redoublé, les pilotes les plus rapides en pneus pluie (marquage bleu) sont les deux coéquipiers chez Red Bull Racing, Max Verstappen et Daniel Ricciardo, à plus d'une seconde du pilote Mercedes. Ils ne tirent toutefois pas profit de leurs belles performances à la suite de nombreuses pénalités pour des changements d'éléments de leurs groupes propulseurs qui les repoussent en fond de grille. Le débutant canadien Lance Stroll, auteur du quatrième temps, profite de leur recul pour s'élancer, pour la première fois de sa carrière, en première ligne. Esteban Ocon, initialement cinquième, occupe la deuxième ligne avec Valtteri Bottas. Les pilotes Ferrari à la peine sur la piste détrempée de Monza, réalisent les septième et huitième temps mais s'élancent en troisième ligne, Kimi Räikkönen devant Sebastian Vettel.
Les Mercedes W08 se montrent très largement au dessus du lot lors de la course, disputée sous un temps ensoleillé. Ainsi, tandis que Lewis Hamilton s'envole dès le départ pour un véritable cavalier seul, Valtteri Bottas ne met que trois tours pour accéder la deuxième place et assurer un nouveau doublé des Flèches d'Argent, que plus personne ne revoit. Hamilton s'adjuge la 59e victoire de sa carrière, sa sixième de la saison. Alors que la Scuderia Ferrari affiche à Monza le chiffre 70 pour fêter l'anniversaire de sa création en 1947, Sebastian Vettel termine sur la troisième marche du podium, à plus de 30 secondes des Mercedes. Seizième sur la grille de départ et très rapide au volant de sa Red Bull RB13, Daniel Ricciardo, auteur du meilleur tour en fin d'épreuve, effectue plusieurs dépassements tranchants, le dernier sur Kimi Räikkönen en bout de ligne droite au quarantième tour, pour prendre la quatrième place. Parti du troisième rang sur la grille et auteur d'un excellent départ qui lui permet d'être deuxième au premier virage, Esteban Ocon contient jusqu'au bout les Williams FW40 de Lance Stroll et Felipe Massa pour se classer sixième. Sergio Pérez finit juste derrière eux, au neuvième rang alors que Max Verstappen, repoussé loin du peloton après un accrochage et une crevaison au premier tour, remonte à la dixième place, à un tour du vainqueur.  
Hamilton s'empare, pour la première fois de la saison, de la tête du championnat avec 238 points et devance Vettel de 3 points (235 points) ; suivent Bottas (197 points), Ricciardo (144 points), Räikkönen (138 points), Verstappen (68 points), Pérez (58 points) et Ocon (55 points). Mercedes, avec 435 points, conserve la tête du championnat devant Ferrari (373 points) et Red Bull Racing (212 points) ; suivent Force India (113 points), Williams (55 points), Scuderia Toro Rosso (40 points), Haas (35 points), Renault (34 points), McLaren (11 points) et Sauber (5 points).

### Grand Prix de Singapour
Alors que les Red Bull Racing ont dominé toutes les sessions d'essais libres et pris les devants lors des deux premières phases de la séance de qualification, Sebastian Vettel réalise deux tentatives imbattables en Q3, et établit, en 1 min 39 s 491, le nouveau record du circuit de Marina Bay d'où il part en tête pour la quatrième fois depuis l'édition 2011. Il s'agit de sa troisième pole position de la saison et la quarante-neuvième de sa carrière. Le pilote de la Ferrari n°5 est accompagné en première ligne par Max Verstappen, battu de 3 dixièmes de seconde ; leurs coéquipiers occupent la deuxième ligne, Daniel Ricciardo, auteur du troisième temps, devançant Kimi Räikkönen. Lewis Hamilton, principal rival de Vettel en tête du championnat du monde, part de la troisième ligne, devant son coéquipier Valtteri Bottas. La quatrième ligne est composée de Nico Hülkenberg et de Fernando Alonso. 
Lewis Hamilton bénéficie de circonstances inattendues pour mener la course de bout en bout, gérant notamment trois sorties de la voiture de sécurité et une épreuve de plus de deux heures, démarrée sous la pluie pour se terminer en pneus secs, et reprendre 25 points d'un coup à Sebastian Vettel. Cette soixantième victoire, sa septième de la saison, peut s'avérer décisive à ce stade du championnat du monde pilotes. Tout se joue au départ, sur un triple accrochage entre Vettel, Max Verstappen et Kimi Räikkönen qui provoque l'abandon immédiat des deux derniers et fait de Fernando Alonso une victime collatérale. Vettel poursuit quelques virages de plus avant de perdre le contrôle de sa Ferrari endommagée : il abandonne pour la première fois en 2017. Hamilton, qui a pris le meilleur sur Daniel Ricciardo dès l'extinction des feux, se retrouve dès lors en tête et le contrôle jusqu'au bout, le pilote Red Bull ne parvenant jamais à le menacer. À la suite d'un accident de Daniil Kvyat, Valtteri Bottas profite des arrêts aux stands de ses rivaux durant la sortie de la voiture de sécurité au treizième tour pour se hisser au troisième rang et complèter le podium, ce qui permet à Mercedes de creuser le trou au championnat constructeurs par rapport à Ferrari qui n'avait pas fini une course sans aucun point depuis le Grand Prix du Mexique 2015. Dans un Grand Prix arrêté au bout de cinquante-huit tours et des deux heures réglementaires, Carlos Sainz Jr. obtient son meilleur résultat depuis ses débuts avec une quatrième place. Il contient jusqu'au bout Sergio Pérez qui devance Jolyon Palmer dont c'est aussi le meilleur résultat. Stoffel Vandoorne prend la septième place devant Lance Stroll parti du dix-huitième rang sur la grille, Romain Grosjean et Esteban Ocon. Onze voitures seulement reçoivent le drapeau à damier. Les commissaires considèrent le triple accrochage du départ comme un incident de course, ne désignant pas de responsable et ne prenant aucune sanction.   
En tête du championnat pilotes, Hamilton porte à 28 points son avance sur Vettel, pour un total de 263 points contre 235 points pour son rival ; suivent Bottas (212 points), Ricciardo (162 points), Räikkönen (138 points), Verstappen (68 points) et Pérez (68 points). Mercedes, avec 475 points, porte à 102 points son avance sur Ferrari (373 points) qui devance Red Bull Racing (230 points) ; suivent Force India (124 points), Williams (59 points), Scuderia Toro Rosso (52 points), Renault (42 points), Haas (37 points), McLaren (17 points) et Sauber (5 points).

### Grand Prix de Malaisie

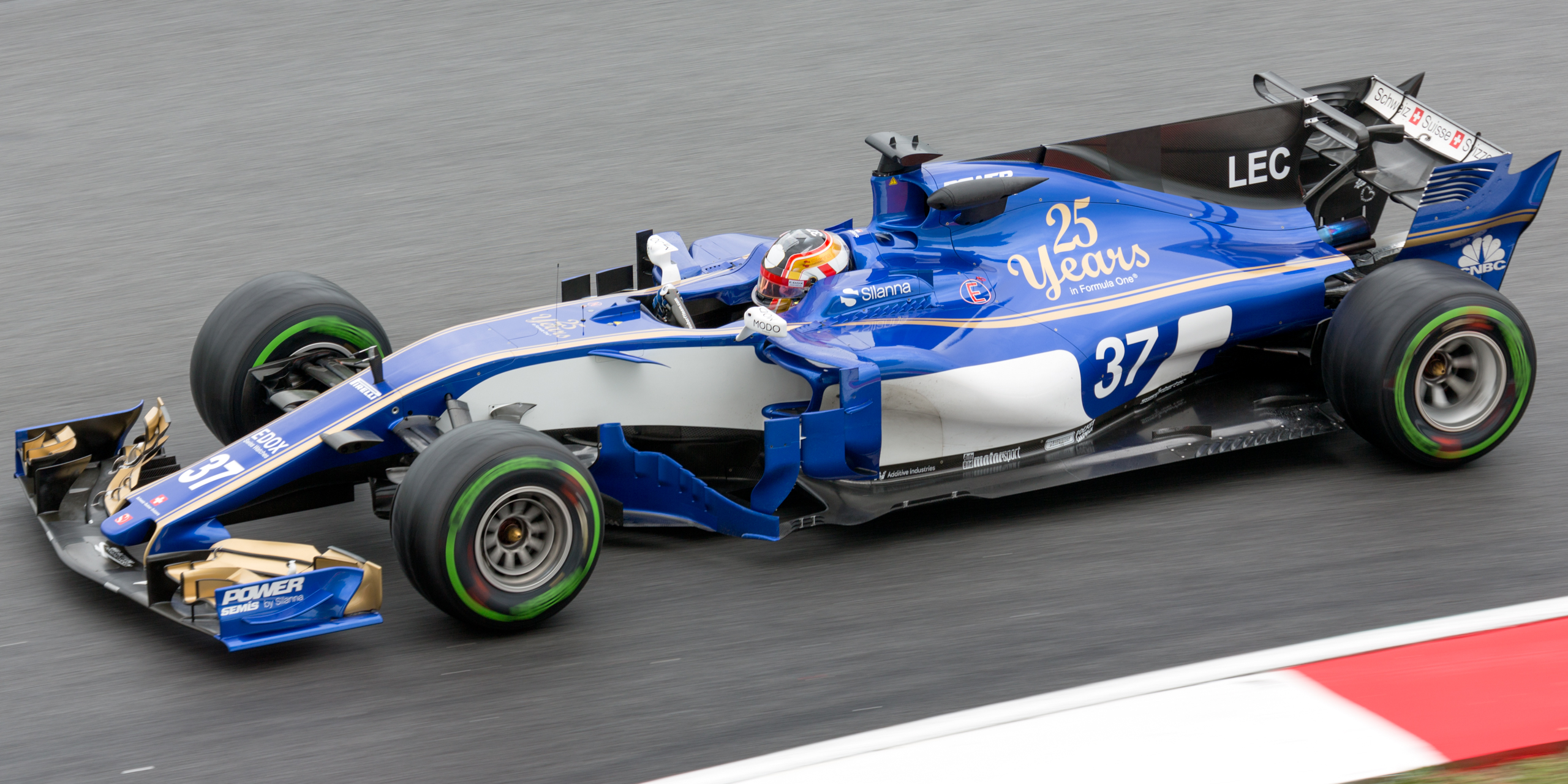
Charles Leclerc au Grand Prix automobile de Malaisie 2017.

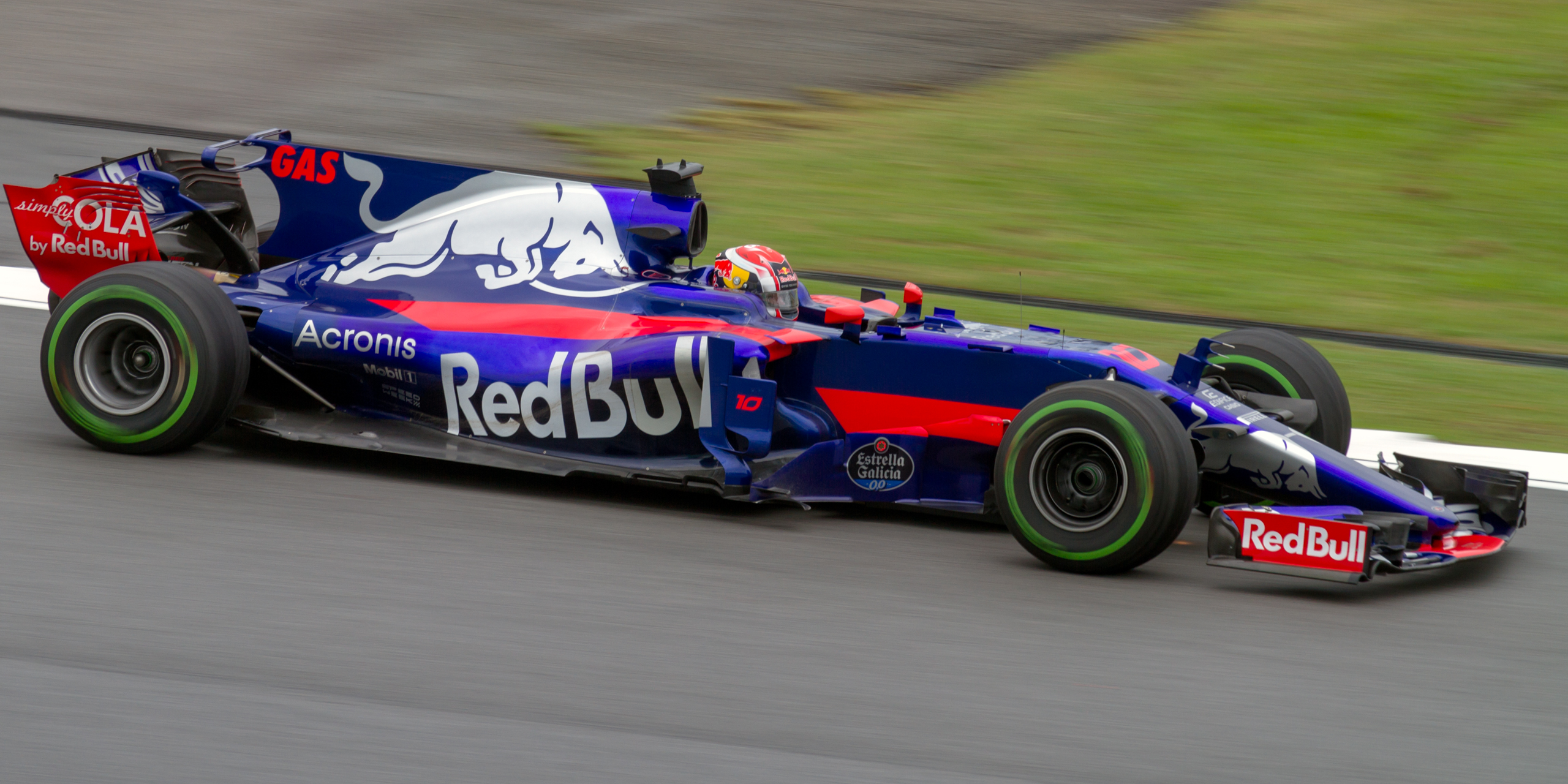
Pierre Gasly au Grand Prix automobile de Malaisie 2017.

Il s'agit de la dernière édition de ce Grand Prix, dans la mesure où le gouvernement malaisien a décidé de ne plus l'organiser à partir de 2018. 
Lewis Hamilton réalise la soixante-dixième pole position de sa carrière, en battant le record du circuit de Sepang. Il n'a besoin que de sa première tentative en Q3 afin de partir en tête pour la neuvième fois de la saison. Kimi Räikkönen place sa Ferrari en première ligne, à 45 millièmes de seconde du pilote Mercedes. Les Red Bull de Max Verstappen et Daniel Ricciardo partent en deuxième ligne, devant Valtteri Bottas, cinquième, et Esteban Ocon. Sebastian Vettel semble compromettre un peu plus ses chances au championnat pilotes en partant de la dernière position sur la grille de départ puisqu'il n'a pas pu effectuer de tour rapide en Q1, affecté par une défaillance de turbocompresseur du moteur que ses mécaniciens venaient de changer.
Le Grand Prix commence par un coup de théâtre lorsque Kimi Räikkönen, affecté par un problème de batterie dans le tour de mise en grille, rentre au stand puis abandonne sans prendre le départ. Seul en première ligne, Lewis Hamilton n'a aucun problème pour passer le premier virage en tête, mais Max Verstappen, est sur un rythme plus soutenu, et au quatrième tour, dès que les pilotes sont autorisés à utiliser leur aileron arrière mobile, il porte une attaque, dépasse le leader du championnat du monde et s'échappe. Hamilton n'est jamais en mesure de suivre la cadence imposée tout au long des cinquante-six tours de la course par le Néerlandais qui, au lendemain de son vingtième anniversaire, remporte la deuxième victoire de sa carrière, plus d'un an après son succès en Espagne dû à l'abandon des deux Mercedes dans le premier tour. Daniel Ricciardo, sans avoir menacé la deuxième place d'Hamilton, complète le podium. Sebastian Vettel limite les dégâts au championnat en effectuant quinze dépassements pour finir quatrième, ce qui lui vaut d'être élu « pilote du jour ». Auteur du meilleur tour dans sa quarante-et-unième boucle, il est le pilote le plus rapide en piste et revient, dans les dix derniers tours, dans les roues de Ricciardo qui résiste à ses attaques, Vettel lâchant prise sur la fin. N'arrivant pas à suivre le rythme de ceux qui le précèdent, Valtteri Bottas termine isolé au cinquième rang devant Sergio Pérez, dernier pilote dans le même tour que le vainqueur, suivi de Stoffel Vandoorne qui égale son meilleur résultat avec une septième place. Les Williams de Lance Stroll et Felipe Massa finissent groupées, huitième et neuvième sur la ligne d'arrivée, alors qu'Esteban Ocon prend une nouvelle fois le point de la dixième place. Un étonnant incident a lieu dans le tour d'honneur quand Vettel et Stroll s'accrochent, ce dernier détruisant le train arrière de la Ferrari.
En tête du championnat pilotes, Hamilton devance désormais Vettel de 34 points, pour un total de 281 points contre 247 points pour son rival ; suivent Bottas (222 points), Ricciardo (177 points), Räikkönen (138 points), Verstappen (93 points) et Pérez (76 points). Mercedes, s'achemine vers sa quatrième couronne des constructeurs consécutive avec 503 points, soit 118 points de plus que la Scuderia Ferrari (385 points) qui devance Red Bull Racing (270 points) ; suivent Force India (133 points), Williams (65 points), Scuderia Toro Rosso (52 points), Renault (42 points), Haas (37 points), McLaren (23 points) et Sauber (5 points).

### Grand Prix du Japon
Suzuka était le dernier circuit du championnat du monde où Lewis Hamilton n'avait jamais obtenu de pole position. C'est désormais chose faite, après une séance de qualification où il se montre intouchable en battant le record de la piste et en améliorant de plus de trois secondes le temps qui avait permis à Nico Rosberg de partir en tête en 2016. Le triple champion du monde britannique réalise sa dixième pole position de la saison, la soixante-et-onzième de sa carrière. Il devance de trois dixièmes de seconde son coéquipier Valtteri Bottas qui, pénalisé à cause du changement de la boîte de vitesses de sa W08, part septième. Sebastian Vettel, auteur du troisième temps, s'élance ainsi en première ligne, aux côtés de son principal rival pour le titre mondial. Les pilotes Red Bull Racing occupent la deuxième ligne, Daniel Ricciardo devançant Max Verstappen et les Force India d'Esteban Ocon et Sergio Pérez suivent en troisième ligne tandis que Felipe Massa complète la quatrième ligne derrière Bottas. Kimi Räikkönen auteur du sixième temps, s'élance de la onzième position après une pénalité pour changement de boîte de vitesses.
Lewis Hamilton se rapproche de son quatrième titre de champion du monde en prenant 59 points d'avance (soit plus de deux victoires) sur Sebastian Vettel grâce à sa huitième victoire de la saison, la soixante-et-unième de sa carrière, alors que son rival au championnat a abandonné au bout de quatre tours à cause d'une bougie défectueuse. Tandis que le Britannique passe le premier virage en tête, Vettel est rapidement débordé par les deux Red Bull de Max Verstappen et Daniel Ricciardo et par Valtteri Bottas, avant de regagner définitivement son garage. Hamilton pourrait dès lors être sacré à Austin le 22 octobre. Hormis une alerte due à des vibrations dans les derniers tours, le triple champion du monde mène le Grand Prix à sa main, suivi tout du long par Verstappen qui a pris le meilleur sur son coéquipier dès l'extinction des feux. Quand ce dernier devient menaçant, Hamilton obtient au moment du ballet des arrêts au stand, vers le trentième tour, l'aide de son coéquipier qui le laisse passer pour bloquer la Red Bull durant plus d'une boucle en retardant son propre arrêt.  Le jeune pilote néerlandais obtient à l'arrivée le dixième podium de sa carrière, Ricciardo, troisième, en comptant désormais neuf pour cette seule saison. Il contient jusqu'au bout Bottas, auteur du meilleur tour dans sa cinquantième boucle. Kimi Räikkönen, repoussé au quinzième rang à la fin du premier tour, remonte et  termine isolé en cinquième position loin devant les Force India d'Esteban Ocon et de Sergio Pérez. Les Haas-Ferrari tirent leur épingle du jeu, avec Kevin Magnussen huitième suivi de Romain Grosjean, dernier pilote dans le même tour que le vainqueur. Felipe Massa prend le dernier point en jeu. 
En tête du championnat des pilotes, Hamilton prend une large avance à quatre courses de la fin, avec un total de 306 points alors que Vettel reste à 247 points et voit Bottas (234 points) se rapprocher de sa deuxième place ; suivent Ricciardo (192 points), Räikkönen (148 points), Verstappen (111 points), Pérez (82 points) et Ocon (65 points). Mercedes est proche d'obtenir son quatrième titre constructeur consécutif avec 540 points contre 395 points pour la Scuderia Ferrari qui devance Red Bull Racing (303 points) ; suivent Force India (147 points), Williams (66 points) et Scuderia Toro Rosso (52 points) alors que Haas (43 points) repasse Renault (42 points). McLaren totalise 23 points et Sauber 5 points.

### Grand Prix des États-Unis

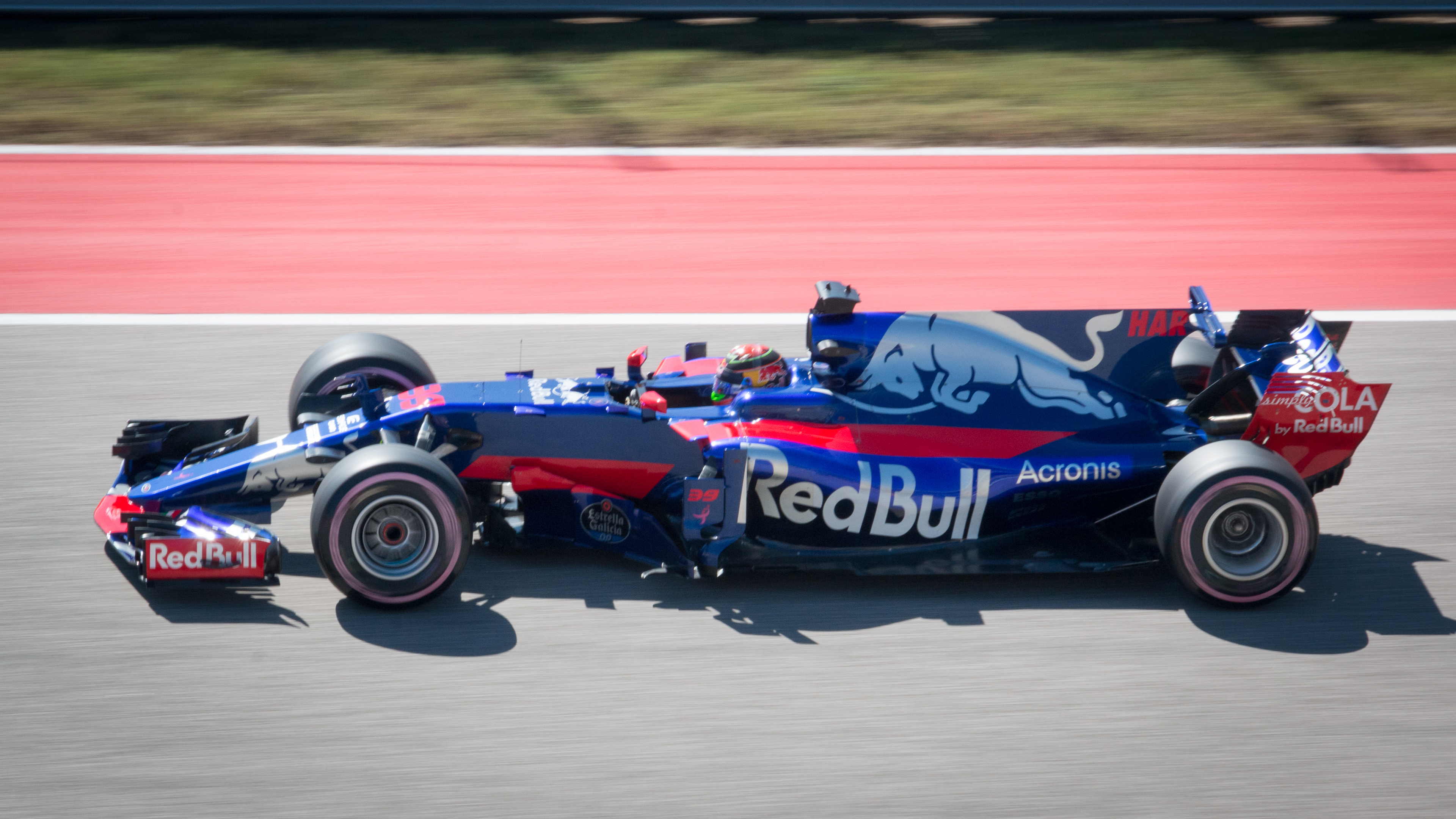
Brendon Hartley débutant au Grand Prix des États-Unis 2017.

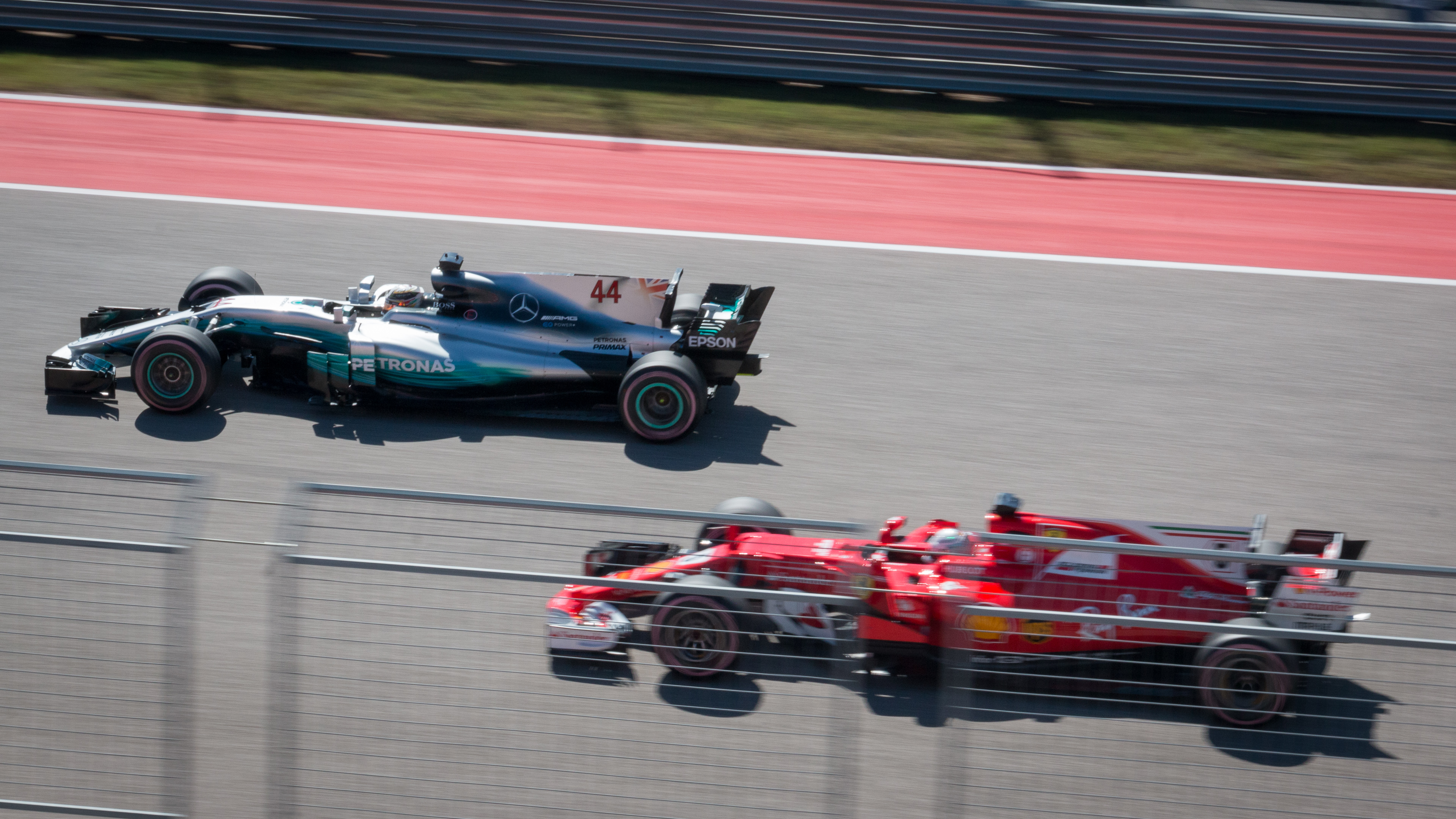
Lewis Hamilton et Sebastian Vettel au Grand Prix des États-Unis 2017.

Sur le circuit des Amériques, où il s'est déjà imposé quatre fois depuis 2012, Lewis Hamilton se montre intouchable durant la totalité des séances d'essais et des trois phases des qualifications. Il n'a besoin que d'une tentative lors de la dernière phase qualificative pour se mettre hors de portée de ses rivaux en établissant le nouveau record de la piste, en 1 min 33 s 108. Il porte son propre record de pole positions à soixante-douze, pour son onzième départ en tête de la saison. Sebastian Vettel se rapproche à 239 millièmes de seconde en fin de séance pour s'élancer à ses côtés, en première ligne. 9 millièmes de seconde séparent trois pilotes dans la lutte pour la deuxième ligne ; Valtteri Bottas devance finalement Daniel Ricciardo et Kimi Räikkönen qui obtiennent le même temps. La quatrième place échoit à l'Australien qui a réalisé sa performance plus tôt que le pilote Ferrari, qui s'élance dès lors en troisième ligne, aux côtés d'Esteban Ocon qui bénéficie de la pénalité de quinze places de recul infligée à Max Verstappen, auteur du sixième temps. Carlos Sainz Jr. débute chez Renault en quatrième ligne, devant son compatriote Fernando Alonso.  
Mercedes Grand Prix est sacré champion du monde des constructeurs pour la quatrième fois consécutive tandis que Lewis Hamilton, après sa neuvième victoire de l'année, la soixante-deuxième de sa carrière, est désormais tout proche de son quatrième titre mondial grâce aux soixante-six points d'avance sur Sebastian Vettel (une cinquième place lui suffit dans n'importe laquelle des trois dernières courses de la saison). Vettel, qui prend le meilleur départ et boucle les cinq premiers tours en tête, n'a aucun moyen de résister au pilote de la Flèche d'Argent qui porte une attaque, avec l'aide de son aileron arrière mobile, au bout de la ligne droite menant au douzième virage du circuit. Dès lors, Hamilton n'est plus inquiété et roule sans aucun problème vers sa cinquième victoire en six éditions du Grand Prix des États-Unis. Il s'impose avec une stratégie à un seul arrêt alors que Vettel doit en observer deux. Après son second passage par les stands, Vettel récupère, à cinq tours de l'arrivée, la deuxième place que lui cède Kimi Räikkönen sur ordre de la direction de Ferrari ; en pneus frais, il réalise le meilleur tour de la course dans sa cinquante-et-unième boucle. Pendant ce temps, Max Verstappen remonté du seizième rang sur la grille, revient dans les échappements du Finlandais et le dépasse dans le dernier tour en mettant ses quatre roues hors de la piste : pénalisé de cinq secondes pour cette manœuvre illicite, Verstappen rend la troisième marche du podium à Raïkkönen. Valtteri Bottas, en délicatesse avec ses pneus et dépassé par Räikkönen, Vettel et Verstappen dans les quinze derniers tours, termine l'épreuve en cinquième position, alors qu'Esteban Ocon est à nouveau le meilleur du reste du plateau en conservant la sixième place qu'il occupait sur la grille de départ. Il établit un nouveau record de vingt-six courses terminées consécutivement en autant de départs depuis ses débuts. Carlos Sainz Jr., pour sa première course chez Renault, se classe septième à un tour du vainqueur, Sergio Pérez, Daniil Kvyat et Felipe Massa prennent les derniers points en jeu. Daniel Ricciardo a abandonné sur casse moteur au bout de quatorze tours. 
En tête du championnat des pilotes, Hamilton, le seul à avoir marqué lors de toutes les manches, totalise désormais 331 points, loin devant Vettel (265 points) qui prend un d'avance sur Bottas (244 points) ; suivent Ricciardo resté à 192 points, Räikkönen (162 points), Verstappen (123 points), Pérez (86 points) et Ocon (73 points). Mercedes est désormais champion du monde des constructeurs avec 575 points contre 428 points pour la Scuderia Ferrari qui devance Red Bull Racing (315 points) ; suivent Force India (159 points), Williams (68 points) et la Scuderia Toro Rosso (52 points) tandis que Renault (48 points) repasse devant Haas (43 points). McLaren (23 points) et Sauber (5 points) ferment la marche.

### Grand Prix du Mexique
Sebastian Vettel atteint le chiffre rond de cinquante pole positions et conserve son record de plus jeune pilote à être parti en tête (à 21 ans 2 mois et 11 jours à Monza en 2008), en prenant in extremis le meilleur sur Max Verstappen lors de la troisième phase des qualifications, battant de deux secondes le temps de Lewis Hamilton en 2016. Le pilote néerlandais, finalement devancé de 86 millièmes de seconde, qui a pris les devants en Q2 et lors de sa première tentative en Q3, semblait pourtant bien parti, à 20 ans et 1 mois, pour s'approprier ce record. La Ferrari SF70H no 5 et la Red Bull RB13 no 33 ont déjà occupé la première ligne au Grand Prix de Singapour 2017. Derrière eux, Lewis Hamilton et Valtteri Bottas réalisent les troisième et quatrième temps. Dans le cas où Vettel l'emporte, Hamilton n'aurait toutefois besoin que d'une cinquième place pour s'adjuger dès Mexico son quatrième titre mondial. Esteban Ocon accompagne Kimi Räikkönen sur la troisième ligne et Daniel Ricciardo part de la quatrième ligne, devant Nico Hülkenberg.
Au bout de seulement trois virages, les jeux sont quasiment faits pour Lewis Hamilton. En effet, surpris par Max Verstappen qui s'infiltre devant lui au premier freinage puis par Hamilton qui tente un passage par l'extérieur, Sebastian Vettel touche successivement les deux voitures et détruit son aileron avant. Alors que le pilote néerlandais s'échappe en tête sans le moindre dommage, Hamilton constate que son pneu arrière droit est crevé. Les deux rivaux pour le titre mondial repassent par les stands et reprennent la piste aux dernières places. Dès lors, Vettel est dans l'impossibilité de remonter jusqu'au deuxième rang, le minimum qu'il puisse faire pour empêcher le sacre d'Hamilton qui roule en champion du monde, tout en restant inquiet et  demandant sans arrêt par radio la position de son rival, puisqu'il sera sacré à l'arrivée quel que soit son résultat. Max Verstappen prend le large à coups de meilleurs tours et mène la course de bout en bout pour finir avec dix-neuf secondes d'avance sur Valtteri Bottas et cinquante-quatre secondes sur Kimi Räikkönen. Vettel revient jusqu'au quatrième rang en établissant le record du tour dans sa soixante-huitième boucle mais il termine loin de son coéquipier tandis que la remontée d'Hamilton lui permet de marquer les deux points de la neuvième place. Esteban Ocon égale le meilleur résultat de sa carrière en se classant cinquième, à un tour du vainqueur ; il devance Lance Stroll, Sergio Pérez, Kevin Magnussen et Hamilton, Fernando Alonso prenant le dernier point en jeu. Ainsi, deux pilotes fêtent leur victoire dans le tour d'honneur : Verstappen qui s'impose pour la deuxième fois cette saison après Sepang et Hamilton, Union Jack en main, qui célèbre son quatrième titre mondial en obtenant son plus mauvais résultat de la saison et en subissant la situation cocasse de voir s'agiter des drapeaux bleus quand Verstappen lui a pris un tour. 
Avec 333 points, soit 56 points d'avance sur Vettel alors qu'il n'y a plus que 50 points en jeu pour le vainqueur dans les prochaines courses de la saison, Lewis Hamilton rejoint Alain Prost et Vettel parmi les quadruples champions du monde de la Formule 1. Il s'adjuge sa quatrième couronne après 2008, 2014 et 2015. Avec 277 points, Sebastian Vettel n'est toujours pas assuré de finir deuxième, Valtteri Bottas n'ayant que 15 points de retard sur lui (262 points) ;  suivent Ricciardo (192 points), Räikkönen (178 points), Verstappen (148 points), Pérez (92 points) et Ocon (83 points). Mercedes, dèjà champion depuis la course précédente compte désormais 595 points, 140 points de plus que la Scuderia Ferrari (455 points) qui devance Red Bull Racing (340 points) ; suivent Force India (175 points), Williams (76 points), Scuderia Toro Rosso (53 points), Renault (48 points), Haas (47 points), McLaren (23 points) et Sauber (5 points).

### Grand Prix du Brésil
Valtteri Bottas prend la relève pour Mercedes, après que son coéquipier quadruple champion du monde Lewis Hamilton est parti à la faute dans la première phase des qualifications, heurtant le mur dans son premier tour rapide, ce qui le laisse sans temps et le contraint à s'élancer de la dernière place sur la grille. Bottas devance Sebastian Vettel d'un souffle (38 millièmes de seconde) et réalise sa troisième pole position de la saison et de sa carrière. Kimi Räikkönen obtient le troisième temps et part de la deuxième ligne, devant Max Verstappen. Daniel Ricciardo, auteur du cinquième temps mais pénalisé d'un recul de dix places sur la grille en raison du changement de son moteur, laisse Sergio Pérez et Fernando Alonso occuper la troisième ligne ; il s'agit du meilleur départ d'une MCL32 depuis le début de la saison. Les deux Renault de Nico Hülkenberg et Carlos Sainz Jr. s'élancent de la quatrième ligne.
En s'imposant de façon autoritaire devant Valtteri Bottas au premier freinage, Sebastian Vettel peut contrôler la course de bout en bout et obtenir, au terme des soixante-et-onze tours, sa cinquième victoire de la saison, la quarante-septième de sa carrière. Bottas, deuxième n'a jamais été en position de le dépasser. Le premier tour voit Romain Grosjean éliminer Esteban Ocon, mettant un terme à son record de vingt-sept courses terminées depuis ses débuts en Formule 1. Il est aussi fatal à Stoffel Vandoorne et Kevin Magnussen, ce qui provoque la sortie de la voiture de sécurité. Vettel gère sans problème la relance au sixième tour tandis que Lewis Hamilton, qui a pris le départ depuis la voie des stands, remonte jusqu'à la première place au moment de la valse des arrêts au stand. Il conserve la tête durant treize tours, jusqu'à la quarante-deuxième boucle, réalisant en pneus usés des temps identiques à ceux de Vettel en gommes fraîches avant d'être le dernier à changer de pneumatiques. Vettel reprend dès lors la tête et met Bottas à distance suffisante pour que ce dernier ne puisse pas utiliser son aileron arrière mobile. Kimi Räikkönen, menacé par Hamilton sur la fin, tient la troisième place jusqu'à l'arrivée. Hamilton termine quatrième et est élu « pilote du jour » ; après son arrêt, il a pris le meilleur sur Max Verstappen, cinquième devant son coéquipier Daniel Ricciardo auteur de nombreux dépassements après avoir été poussé hors-piste au premier tour et s'être retrouvé en queue de peloton. Pour son dernier Grand Prix national, Felipe Massa prend la septième place en résistant aux assauts de Fernando Alonso alors que Sergio Pérez est le dernier pilote à se classer dans le même tour que le vainqueur, devant Nico Hülkenberg qui marque le point de la dixième place. 
Sacré champion du monde pour la quatrième fois, depuis le Grand Prix du Mexique, Lewis Hamilton totalise 345 points, 43 de mieux que Vettel qui fait un grand pas vers le statut de vice-champion du monde, avec 302 points et une avance de 22 points sur Valtteri Bottas alors qu'il n'y a plus que 25 points en jeu pour le vainqueur dans la dernière course de la saison ; suivent Ricciardo (200 points), Räikkönen (193 points), Verstappen (158 points), Pérez (94 points) et Ocon (83 points). Mercedes, déjà champion depuis le Grand Prix des États-Unis compte désormais 625 points, 130 de plus que la Scuderia Ferrari (495 points) qui devance Red Bull Racing (358 points), Force India (177 points) et Williams (82 points) : ce classement des cinq premiers est définitif. Suivent la Scuderia Toro Rosso (53 points), Renault (48 points), Haas (47 points), McLaren (28 points) et Sauber (5 points).

### Grand Prix d'Abou Dabi
Dans une séance de qualification dominée par les Mercedes, Valtteri Bottas bat son coéquipier, quadruple champion du monde, Lewis Hamilton de 2 dixièmes de seconde dès sa première tentative dans la troisième phase qualificative. Il obtient ainsi la dernière pole position de la saison, la quatrième de sa carrière et sa deuxième consécutive, toutes réalisées au volant de sa Flèche d'Argent cette année. Sebastian Vettel, auteur du troisième temps, est accompagné en deuxième ligne par Daniel Ricciardo au prix d'un dernier effort sous le drapeau à damier. Le pilote Red Bull Racing repousse Kimi Räikkönen sur la troisième ligne, où il précède Max Verstappen. Nico Hülkenberg réalise le septième temps et part en quatrième ligne devant Sergio Pérez.
Le résultat de la dernière course 2017 est à l'image de la saison et plus particulièrement de sa deuxième partie : Mercedes devant Ferrari et Red Bull Racing. Hormis l'abandon de Daniel Ricciardo après vingt tours, l'ordre d'arrivée des neuf premiers est identique à leur position sur la grille. En tête au premier virage, Valtteri Bottas l'est également au terme des 55 tours, il tient tête à son coéquipier Lewis Hamilton et obtient sa troisième victoire de l'année et de sa carrière. Le pilote finlandais, auteur du meilleur tour en course dans sa cinquante-deuxième boucle, réalise par ailleurs son premier Hat trick et les Flèches d'Argent obtiennent leur quatrième doublé de la saison (le quarantième de leur histoire) après Montréal, Silverstone et Monza. Sebastian Vettel monte sur son treizième podium de l'année, à 19 secondes des Mercedes. Kimi Räikkönen prend la quatrième place, talonné par Max Verstappen qui n'a jamais trouvé le moyen de le dépasser. En se classant sixième, Nico Hülkenberg permet à Renault de finir à la même place au classement des constructeurs. Les Force India de Sergio Pérez et Esteban Ocon suivent alors que les « vétérans » Fernando Alonso, pour sa dernière course avec un moteur Honda, et Felipe Massa, pour son ultime Grand Prix, prennent les dernières unités en jeu, à un tour du vainqueur. 
Lewis Hamilton termine la saison en champion du monde pour la quatrième fois, avec 363 points, soit quarante-six points d'avance sur son dauphin Sebastian Vettel (317 points) qui devance Valtteri Bottas troisième avec 305 points ; suivent Räikkönen (205 points) qui dépasse pour finir Daniel Ricciardo (200 points), Verstappen (168 points), Pérez (100 points) et Ocon (87 points). Mercedes, champion depuis le Grand Prix des États-Unis compte finalement 668 points, Ferrari 522 points et Red Bull Racing 368 points ; suivent Force India (187 points), Williams (83 points), Renault (57 points) qui subtilise la sixième place finale à la Scuderia Toro Rosso (53 points), Haas (47 points), McLaren (30 points) et Sauber (5 points).

## Classements saison 2017

### Attribution des points

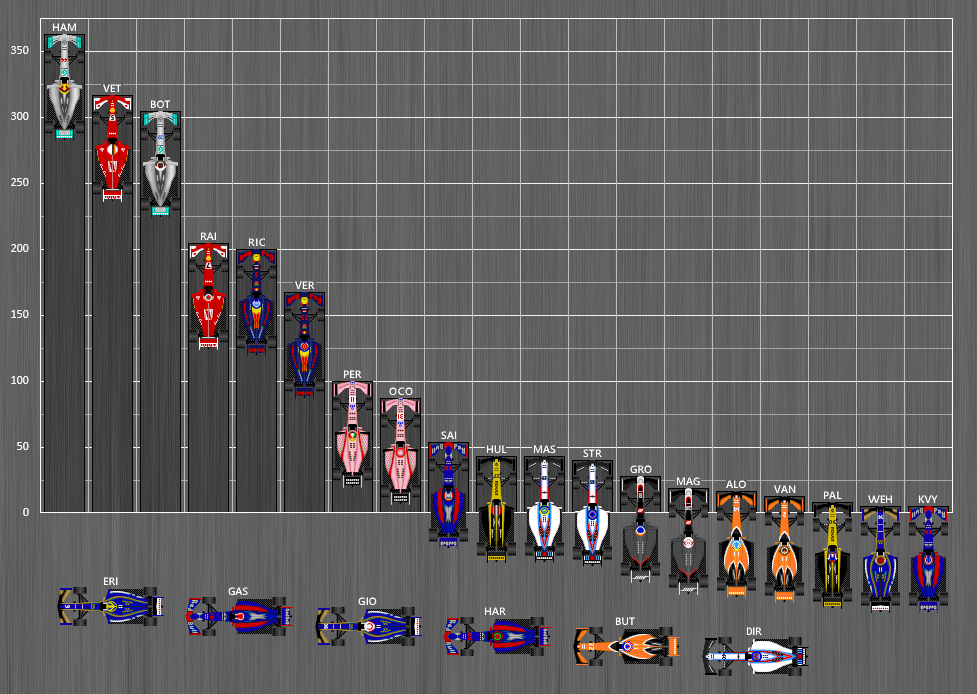
Classement des pilotes.

| Position | 1er | 2e | 3e | 4e | 5e | 6e | 7e | 8e | 9e | 10e |
| -------- | --- | -- | -- | -- | -- | -- | -- | -- | -- | --- |
| Points   | 25  | 18 | 15 | 12 | 10 | 8  | 6  | 4  | 2  | 1   |

### Pilotes
| Pos.     | Pilotes            | AUS  | CHI  | BAH  | RUS  | ESP  | MON  |      |      |      |      |      |      |      |      |      |      |      |      |      |      | Points |
| -------- | ------------------ | ---- | ---- | ---- | ---- | ---- | ---- | ---- | ---- | ---- | ---- | ---- | ---- | ---- | ---- | ---- | ---- | ---- | ---- | ---- | ---- | ------ |
| Champion | Lewis Hamilton     | 18   | 25   | 18   | 12   | 25   | 6    | 25   | 10   | 12   | 25   | 12   | 25   | 25   | 25   | 18   | 25   | 25   | 2    | 12   | 18   | 363    |
| 2        | Sebastian Vettel   | 25   | 18   | 25   | 18   | 18   | 25   | 12   | 12   | 18   | 6    | 25   | 18   | 15   | Abd. | 12   | Abd. | 18   | 12   | 25   | 15   | 317    |
| 3        | Valtteri Bottas    | 15   | 8    | 15   | 25   | Abd. | 12   | 18   | 18   | 25   | 18   | 15   | 10   | 18   | 15   | 10   | 12   | 10   | 18   | 18   | 25   | 305    |
| 4        | Kimi Räikkönen     | 12   | 10   | 12   | 15   | Abd. | 18   | 6    | 0*   | 10   | 15   | 18   | 12   | 10   | Abd. | Np.  | 10   | 15   | 15   | 15   | 12   | 205    |
| 5        | Daniel Ricciardo   | Abd. | 12   | 10   | Abd. | 15   | 15   | 15   | 25   | 15   | 10   | Abd. | 15   | 12   | 18   | 15   | 15   | Abd. | Abd. | 8    | Abd. | 200    |
| 6        | Max Verstappen     | 10   | 15   | Abd. | 10   | Abd. | 10   | Abd. | Abd. | Abd. | 12   | 10   | Abd. | 1    | Abd. | 25   | 18   | 12   | 25   | 10   | 10   | 168    |
| 7        | Sergio Pérez       | 6    | 2    | 6    | 8    | 12   | 0    | 10   | Abd. | 6    | 2    | 4    | 0*   | 2    | 10   | 8    | 6    | 4    | 6    | 2    | 6    | 100    |
| 8        | Esteban Ocon       | 1    | 1    | 1    | 6    | 10   | 0    | 8    | 8    | 4    | 4    | 2    | 2    | 8    | 1    | 1    | 8    | 8    | 10   | Abd. | 4    | 87     |
| 9        | Carlos Sainz Jr.   | 4    | 6    | Abd. | 1    | 6    | 8    | Abd. | 4    | Abd. | Abd. | 6    | 1    | 0    | 12   | Abd. | Abd. | 6    | Abd. | 0    | Abd. | 54     |
| 10       | Nico Hülkenberg    | 0    | 0    | 2    | 4    | 8    | Abd. | 4    | Abd. | 0    | 8    | 0*   | 8    | 0    | Abd. | 0    | Abd. | Abd. | Abd. | 1    | 8    | 43     |
| 11       | Felipe Massa       | 8    | 0    | 8    | 2    | 0    | 2    | Abd. | Abd. | 2    | 1    |      | 4    | 4    | 0    | 2    | 1    | 2    | 0    | 6    | 1    | 43     |
| 12       | Lance Stroll       | Abd. | Abd. | Abd. | 0    | 0    | 0    | 2    | 15   | 1    | 0    | 0    | 0    | 6    | 4    | 4    | Abd. | 0    | 8    | 0    | 0    | 40     |
| 13       | Romain Grosjean    | Abd. | 0    | 4    | Abd. | 1    | 4    | 1    | 0    | 8    | 0    | Abd. | 6    | 0    | 2    | 0    | 2    | 0    | 0    | 0    | 0    | 28     |
| 14       | Kevin Magnussen    | Abd. | 4    | Abd. | 0    | 0    | 1    | 0    | 6    | Abd. | 0    | 0    | 0    | 0    | Abd. | 0    | 4    | 0    | 4    | Abd. | 0    | 19     |
| 15       | Fernando Alonso    | Abd. | Abd. | 0    | Np.  | 0    |      | 0*   | 2    | Abd. | Abd. | 8    | Abd. | 0*   | Abd. | 0    | 0    | Abd. | 1    | 4    | 2    | 17     |
| 16       | Stoffel Vandoorne  | 0    | Abd. | Np.  | 0    | Abd. | Abd. | 0    | 0    | 0    | 0    | 1    | 0    | Abd. | 6    | 6    | 0    | 0    | 0    | -    | 0    | 13     |
| 17       | Jolyon Palmer      | Abd. | 0    | 0    | Abd. | 0    | 0    | 0    | Abd. | 0    | Np.  | 0    | 0    | Abd. | 8    | 0    | 0    |      |      |      |      | 8      |
| 18       | Pascal Wehrlein    |      |      | 0    | 0    | 4    | Abd. | 0    | 1    | 0    | 0    | 0    | Abd. | 0    | 0    | 0    | 0    | Abd. | 0    | 0    | 0    | 5      |
| 19       | Daniil Kvyat       | 2    | Abd. | 0    | 0    | 2    | 0*   | Abd. | Abd. | 0    | 0    | 0    | 0    | 0    | Abd. |      |      | 1    |      |      |      | 5      |
| 20       | Marcus Ericsson    | Abd. | 0    | Abd. | 0    | 0    | Abd. | 0    | 0    | 0    | 0    | 0    | 0    | 0*   | Abd. | 0    | Abd. | 0    | Abd. | 0    | 0    | 0      |
| 21       | Pierre Gasly       |      |      |      |      |      |      |      |      |      |      |      |      |      |      | 0    | 0    |      | 0    | 0    | 0    | 0      |
| 22       | Antonio Giovinazzi | 0    | Abd. |      |      |      |      |      |      |      |      |      |      |      |      |      |      |      |      |      |      | 0      |
| 23       | Brendon Hartley    |      |      |      |      |      |      |      |      |      |      |      |      |      |      |      |      | 0    | Abd. | Abd. | 0    | 0      |
| 24       | Jenson Button      |      |      |      |      |      | Abd. |      |      |      |      |      |      |      |      |      |      |      |      |      |      | 0      |
| 25       | Paul di Resta      |      |      |      |      |      |      |      |      |      |      | Abd. |      |      |      |      |      |      |      |      |      | 0      |

### Constructeurs
| Pos.  | Constructeurs         | Pilotes | AUS  | CHI  | BAH  | RUS  | ESP  | MON  |      |      |      |      |      |      |      |      |      |      |      |      |      |      | Points |
| ----- | --------------------- | ------- | ---- | ---- | ---- | ---- | ---- | ---- | ---- | ---- | ---- | ---- | ---- | ---- | ---- | ---- | ---- | ---- | ---- | ---- | ---- | ---- | ------ |
| Chmp. | Mercedes              | HAM     | 18   | 25   | 18   | 12   | 25   | 6    | 25   | 10   | 12   | 25   | 12   | 25   | 25   | 25   | 18   | 25   | 25   | 2    | 12   | 18   | 668    |
| Chmp. | Mercedes              | BOT     | 15   | 8    | 15   | 25   | Abd. | 12   | 18   | 18   | 25   | 18   | 15   | 10   | 18   | 15   | 10   | 12   | 10   | 18   | 18   | 25   | 668    |
| 2     | Ferrari               | VET     | 25   | 18   | 25   | 18   | 18   | 25   | 12   | 12   | 18   | 6    | 25   | 18   | 15   | Abd. | 12   | Abd. | 18   | 12   | 25   | 15   | 522    |
| 2     | Ferrari               | RAI     | 12   | 10   | 12   | 15   | Abd. | 18   | 6    | 0*   | 10   | 15   | 18   | 12   | 10   | Abd. | Np.  | 10   | 15   | 15   | 15   | 12   | 522    |
| 3     | Red Bull- TAG Heuer   | RIC     | Abd. | 12   | 10   | Abd. | 15   | 15   | 15   | 25   | 15   | 10   | Abd. | 15   | 12   | 18   | 15   | 15   | Abd. | Abd. | 8    | Abd. | 368    |
| 3     | Red Bull- TAG Heuer   | VER     | 10   | 15   | Abd. | 10   | Abd. | 10   | Abd. | Abd. | Abd. | 12   | 10   | Abd. | 1    | Abd. | 25   | 18   | 12   | 25   | 10   | 10   | 368    |
| 4     | Force India- Mercedes | PER     | 6    | 2    | 6    | 8    | 12   | 0    | 10   | Abd. | 6    | 2    | 4    | 0*   | 2    | 10   | 8    | 6    | 4    | 6    | 2    | 6    | 187    |
| 4     | Force India- Mercedes | OCO     | 1    | 1    | 1    | 6    | 10   | 0    | 8    | 8    | 4    | 4    | 2    | 2    | 8    | 1    | 1    | 8    | 8    | 10   | Abd. | 4    | 187    |
| 5     | Williams- Mercedes    | MAS     | 8    | 0    | 8    | 2    | 0    | 2    | Abd. | Abd. | 2    | 1    |      | 4    | 4    | 0    | 2    | 1    | 2    | 0    | 6    | 1    | 83     |
| 5     | Williams- Mercedes    | STR     | Abd. | Abd. | Abd. | 0    | 0    | 0    | 2    | 15   | 1    | 0    | 0    | 0    | 6    | 4    | 4    | Abd. | 0    | 8    | 0    | 0    | 83     |
| 5     | Williams- Mercedes    | DIR     |      |      |      |      |      |      |      |      |      |      | Abd. |      |      |      |      |      |      |      |      |      | 83     |
| 6     | Renault               | HUL     | 0    | 0    | 2    | 4    | 8    | Abd. | 4    | Abd. | 0    | 8    | 0*   | 8    | 0    | Abd. | 0    |      | Abd. | Abd. | 1    | 8    | 57     |
| 6     | Renault               | PAL     | Abd. | 0    | 0    | Abd. | 0    | 0    | 0    | Abd. | 0    | Np.  | 0    | 0    | Abd. | 8    | 0    | 0    |      |      |      |      | 57     |
| 6     | Renault               | SAI     |      |      |      |      |      |      |      |      |      |      |      |      |      |      |      |      | 6    | Abd. | 0    | Abd. | 57     |
| 7     | Toro Rosso- Renault   | SAI     | 4    | 6    | Abd. | 1    | 6    | 8    | Abd. | 4    | Abd. | Abd. | 6    | 1    | 0    | 12   | Abd. | Abd. |      |      |      |      | 53     |
| 7     | Toro Rosso- Renault   | KVY     | 2    | Abd. | 0    | 0    | 2    | 0*   | Abd. | Abd. | 0    | 0    | 0    | 0    | 0    | Abd. |      |      | 1    |      |      |      | 53     |
| 7     | Toro Rosso- Renault   | GAS     |      |      |      |      |      |      |      |      |      |      |      |      |      |      | 0    | 0    |      | 0    | 0    | 0    | 53     |
| 7     | Toro Rosso- Renault   | HAR     |      |      |      |      |      |      |      |      |      |      |      |      |      |      |      |      | 0    | Abd. | Abd. | 0    | 53     |
| 8     | Haas- Ferrari         | GRO     | Abd. | 0    | 4    | Abd. | 1    | 4    | 1    | 0    | 8    | 0    | Abd. | 6    | 0    | 2    | 0    | 2    | 0    | 0    | 0    | 0    | 47     |
| 8     | Haas- Ferrari         | MAG     | Abd. | 4    | Abd. | 0    | 0    | 1    | 0    | 6    | Abd. | 0    | 0    | 0    | 0    | Abd. | 0    | 4    | 0    | 4    | Abd. | 0    | 47     |
| 9     | McLaren- Honda        | ALO     | Abd. | Abd. | 0    | Np.  | 0    |      | 0*   | 2    | Abd. | Abd. | 8    | Abd. | 0*   | Abd. | 0    | 0    | Abd. | 1    | 4    | 2    | 30     |
| 9     | McLaren- Honda        | VAN     | 0    | Abd. | Np.  | 0    | Abd. | Abd. | 0    | 0    | 0    | 0    | 1    | 0    | Abd. | 6    | 6    | 0    | 0    | 0    | Abd. | 0    | 30     |
| 9     | McLaren- Honda        | BUT     |      |      |      |      |      | Abd. |      |      |      |      |      |      |      |      |      |      |      |      |      |      | 30     |
| 10    | Sauber- Ferrari       | WEH     |      |      | 0    | 0    | 4    | Abd. | 0    | 1    | 0    | 0    | 0    | Abd. | 0    | 0    | 0    | 0    | Abd. | 0    | 0    | 0    | 5      |
| 10    | Sauber- Ferrari       | ERI     | Abd. | 0    | Abd. | 0    | 0    | Abd. | 0    | 0    | 0    | 0    | 0    | 0    | 0*   | Abd. | 0    | Abd. | 0    | Abd. | 0    | 0    | 5      |
| 10    | Sauber- Ferrari       | GIO     | 0    | Abd. |      |      |      |      |      |      |      |      |      |      |      |      |      |      |      |      |      |      | 5      |